# Droge

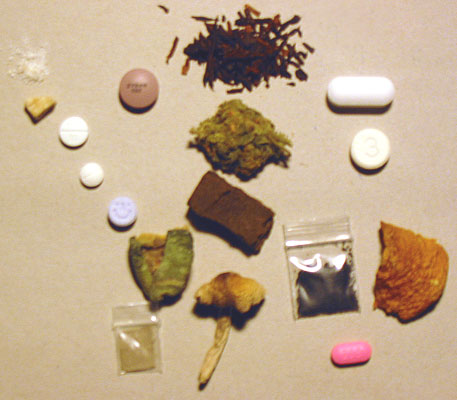
Verschiedene Drogen

Das Wort Droge (auch Rauschdroge, Rauschmittel oder Rauschgift, von ‚Rausch‘; umgangssprachlich auch Stoff) bezeichnet jeden Wirkstoff, der kein Nahrungsmittel ist, sowie Zubereitungen aus solchen Wirkstoffen. Drogen sind also Substanzen, die in einem lebenden Organismus Funktionen zu verändern vermögen. Dies betrifft immer Funktionen der Psyche und meistens auch andere Körperfunktionen.
Einige Drogen werden in Teilen der Welt traditionell als Genussmittel angesehen und von breiten Teilen der Gesellschaft konsumiert. Hierzu zählen unter anderem Alkohol (z. B. in Form von Bier, Wein oder Schnaps; siehe Alkoholkonsum), Nikotin (Tabak, siehe Rauchen), Koffein (Kaffee, Tee), Cannabis (Marihuana, Haschisch), Kokain (Kokablätter), Betel sowie Kath. Viele Genussmittel können bei entsprechender Dosierung zu einem veränderten Bewusstseinszustand führen und mit schädlichen Folgen bis hin zu Abhängigkeit und Tod verbunden sein.
Es besteht keine allgemeine Einigkeit darüber, ob und in welchem Ausmaß Drogenkonsum gesellschaftlich und volkswirtschaftlich angemessen und tolerierbar ist. Durch nationale Gesetzgebung und internationale Abkommen sind Handel, Umlauf und Einnahme von Drogen weitgehend reglementiert und eingeschränkt. So führte die 1971 von den Vereinten Nationen beschlossene Konvention über psychotrope Substanzen zum weltweiten Verbot fast aller damals bekannter Drogen; Ausnahmen bildeten lediglich wenige, – meist in der westlichen Welt – bereits etablierte Drogen wie Alkohol, Nikotin und Koffein. Faktisch ist jedoch aufgrund der hohen Nachfrage nach anderen Drogen eine weltweite Schattenwirtschaft entstanden.

## Zum Begriff
Die deutsche gemeinsprachliche Verwendung des Begriffs Droge unterscheidet sich von der im englischsprachigen Raum: Denn dort wird drug meist im Sinne von Arzneidroge benutzt und steht allgemein für Arzneistoffe. Recreational drugs dagegen sind jene Drogen, die statt zu therapeutischen Zwecken als Freizeitvergnügen (auch Freizeitdroge genannt) eingenommen werden. Dieser Begriff entspricht somit am ehesten dem deutschen Droge.
Der Begriff Droge stammt vom niederländischen droog für trocken ab (vgl. auch das ursprünglich niederdeutsche und weitgehend bedeutungsgleiche Wort dröge). Das wiederum wurde als drogue ins Französische übernommen und gelangte von dort gegen 1600 als Lehnwort ins Deutsche. Die weitere Bedeutungsentwicklung verlief über die (mittel-)niederländische bzw. (mittel-)niederdeutsche Wendung droge vaten, was wörtlich trockene Fässer hieß und Behälter für Trockenwaren bezeichnete. Im weiteren Verlauf wurde das Adjektiv droge bzw. später droog allmählich als Ersatz für die Wendung gebraucht und bezeichnete schließlich nur noch den Inhalt solcher Behälter. Dies waren zu Zeiten der niederländischen Kolonialherrschaft insbesondere getrocknete Pflanzenprodukte, wie etwa Tee und Gewürze. Aus dieser Bedeutung entstand danach über den Umweg über das Französische sowohl die heutige deutsche Bedeutung des Wortes Droge als auch das englische drug, welches auch (und vor allem) im Sinne von Medikament gebraucht wird; siehe dazu auch das deutsche Wort Drogerie und den Artikel Droge (Pharmazie).
„Betäubungsmittel“ ist in Deutschland ein Sammelbegriff für Substanzen unterschiedlicher Herkunft, Zusammensetzung und Wirkung, deren Anbau, Herstellung, Ein- und Ausfuhr, Vertrieb, Erwerb, Besitz und Handel unter Strafe gestellt sind, wenn keine Erlaubnis des Bundesinstituts für Arzneimittel und Medizinprodukte vorliegt. Die gemeinsprachliche Bezeichnung „Droge“ wird im Betäubungsmittelgesetz nicht genannt, ebenso die stark negativ konnotierte Bezeichnung „Rauschgift“.

## Drogenkonsum in Ur- und Frühgeschichte

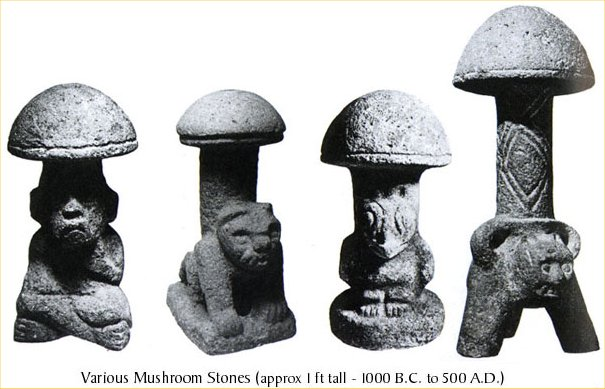
Kultische Pilzstatuetten aus Zentralamerika

Der Gebrauch von Drogen lässt sich bereits für die Jungsteinzeit nachweisen. Schon um 6000 v. Chr. wurde Weinbau im westlichen Zentralasien betrieben, und spätestens 3000 v. Chr. wurde im alten Ägypten und in Mesopotamien Bier gebraut. Die Verwendung von Hanf als Faserpflanze ist für das 3. Jahrtausend v. Chr. belegt; von den Assyrern wurde Cannabis bereits in vorchristlicher Zeit als Räucherwerk verwendet und die berauschende Wirkung wird auch in den indischen Veden erwähnt. Im 4. Jahrtausend v. Chr. begann in Vorderasien die Kultivierung des Schlafmohns, von wo aus er sich im Mittelmeerraum sowie in Asien bis hin nach China verbreitete. Die Verwendung als schmerzstillendes und schlafförderndes Mittel ist für 1300 v. Chr. nachgewiesen.
Auf der Grundlage linguistischer Analysen existieren Hinweise darauf, dass die Wirkung des Fliegenpilzes in Sibirien bereits vor mehr als 5000 Jahren bekannt war; auf 1000 bis 2000 v. Chr. datierte Felszeichnungen zeigen Figuren mit pilzartigen Köpfen. Hinweise auf den Gebrauch von psilocybinhaltigen Pilzen werden auf ca. 5000 v. Chr. datiert. In der Tassiliebene in Algerien wurden Felszeichnungen entdeckt, die pilzförmige Gottheiten zeigen. In Zentral- und Südamerika finden sich sogenannte Pilzsteine, die auf 1000 bis 500 v. Chr. datiert werden.
Um 300 v. Chr. beschrieb Theophrastos von Eresos die psychoaktiven Eigenschaften des Stechapfels; ungefähr für dieselbe Zeit ist der Tabakgebrauch auf dem amerikanischen Kontinent belegt.

## Drogenkonsum im gesellschaftlichen Kontext

### Rituelle und religiöse Nutzung

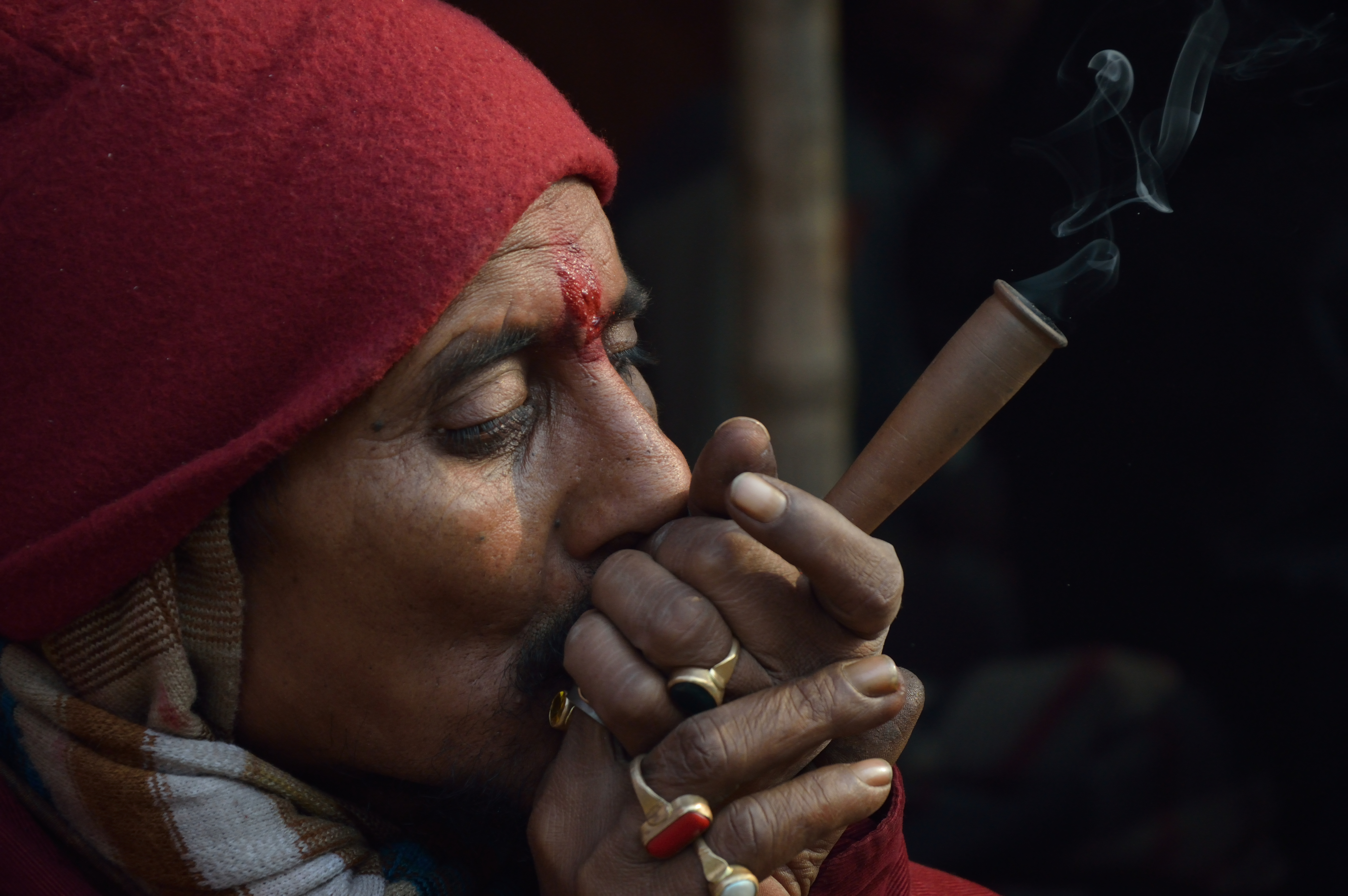
Ein indischer Sadhu beim Rauchen von Charas (Haschisch) als Opfergabe an Shiva

Eine Reihe von natürlich vorkommenden Drogen, die sogenannten Entheogene, werden traditionell in einem kultischen oder schamanischen Kontext genutzt, so etwa der Fliegenpilz in Sibirien, psilocybinhaltige Pilze von Ureinwohnern Südwestmexikos und Ayahuasca von den Amazonasindianern. Es existieren einige offiziell anerkannte Gemeinschaften, in denen der geregelte Gebrauch halluzinogener Substanzen eine zentrale Rolle einnimmt, etwa die Santo-Daime-Kirche und die Native American Church. Im Hinduismus ist der entheogene Gebrauch von Cannabis allgemein üblich; psychoaktive Hanfzubereitungen werden unter anderem auf religiösen Festen zu Ehren des Gottes Shiva konsumiert, welcher der Menschheit die Hanfpflanze überbracht haben soll.

### Nutzung zu Genuss- und Rauschzwecken

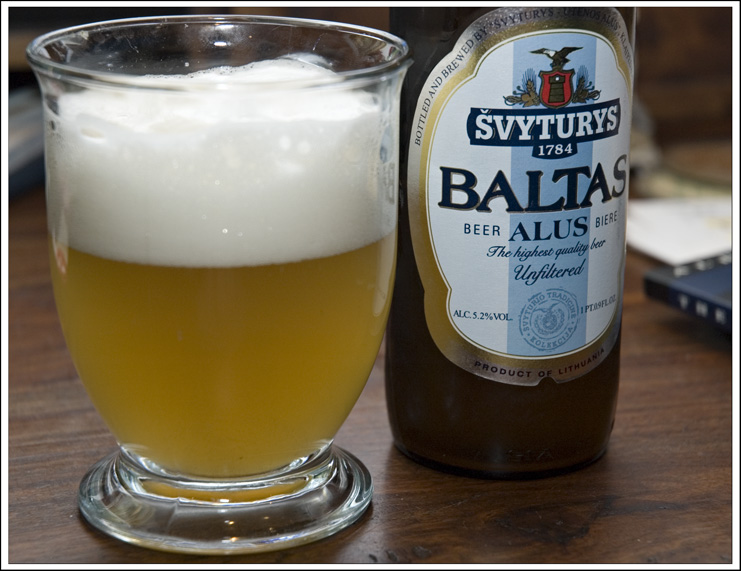
Bier ist ein im westlichen Kulturkreis generell akzeptiertes berauschendes Getränk.

Legale und illegale Drogen werden in weiten Teilen der Bevölkerung zu nichtkultischen und nichtmedizinischen Zwecken genutzt. Hierbei wird meist eine Intensivierung oder Veränderung des Erlebens, teilweise auch ein Rauschzustand angestrebt. In vielen Ländern gilt der Konsum von Drogen als kulturelle Tradition, in der westlichen Welt etwa das Trinken von Alkohol. Die Einbindung der Droge in die Gesellschaft soll nach Meinung einiger das Risiko von Abhängigkeit senken, welche sich sonst unbemerkt von der Umgebung ausbilden könnte. Diese Auffassung ist jedoch angesichts von in Deutschland etwa 1,5 bis 2,5 Millionen Alkoholkranken umstritten.
Die größte Wahrscheinlichkeit eines ersten Kontakts mit Drogen besteht im Jugendalter, wobei Alkohol, Tabak und Cannabis mit Abstand am verbreitetsten sind. Nur ein kleiner Teil von Erstkonsumenten geht dabei zu einem regelmäßigen Konsum über. Rund ein Viertel der erwachsenen Deutschen und ebenso der Europäer allgemein haben in ihrem Leben mindestens eine illegale Droge konsumiert, wobei ebenfalls einmaliger oder seltener Konsum die Regel sind.
In Regionen mit erheblichem Drogenkonsum lassen sich die Substanzen in kommunalen Abwässern nachweisen.

### Medizinische Nutzung

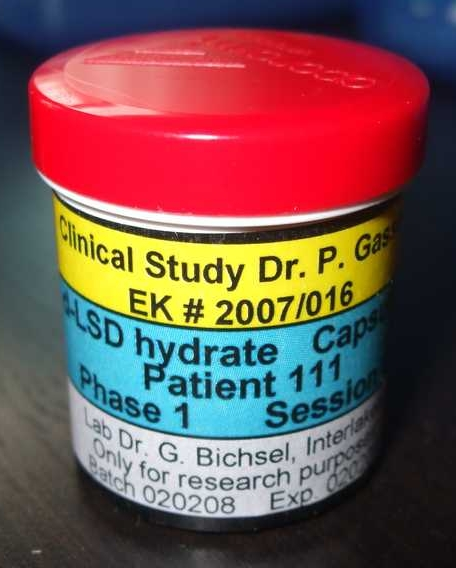
Zu Forschungszwecken hergestelltes medizinisches LSD

Viele Drogen sind verkehrsfähige Medikamente, etwa Benzodiazepine, Antidepressiva und einige Opioide. Werden diese nicht wie vorgesehen eingesetzt, z. B. chronisch überdosiert, oder ohne Indikation eingenommen, spricht man von einem schädlichen Gebrauch (umgangssprachlich: Medikamentenmissbrauch). Drogenkonsum erfolgt oft auch als ein Versuch der Selbstmedikation, besonders bei einer bestehenden oder entstehenden psychischen Erkrankung.
Einige Drogen verfügen über ein bedeutendes medizinisches Wirkungsspektrum, etwa bei der Behandlung von Cluster-Kopfschmerzen. Derzeit werden auch Einsatzmöglichkeiten von LSD, Psilocybin und MDMA in der Psychotherapie erforscht (siehe Psychotherapie mit Psychedelika). Cannabis ist mittlerweile in vielen Ländern, so auch Deutschland, als Arzneimittel zugelassen. Versuche, Ayahuasca in einem therapeutisch-rituellen Rahmen in Europa zu etablieren, sind gescheitert, da die weitgehende Ablehnung von Spiritualität innerhalb der westlichen Kultur eher einen rein genussmäßigen, konsumierenden Gebrauch von Substanzen befördert. Teilnehmer von Ayahuasca-Zeremonien fühlten sich daher fast immer überfordert.

### Weitere gesellschaftliche Funktionen
Der Kulturhistoriker Mike Jay nennt in seinem Buch High Society diverse Funktionen von Drogen in heutigen und historischen Gesellschaften. So war es bei den Inkas ausschließlich Aristokraten gestattet, Kokablätter zu kauen, wodurch sie sich von der Allgemeinbevölkerung abhoben. In vielen Gesellschaften stellen oder stellten bestimmte Drogen als teures Luxusprodukt ein Statussymbol dar; in diesem Fall wohnt dem Konsum oft eine demonstrative Komponente inne (Geltungskonsum). Folglich werden statusbehaftete Drogen nicht nur im unmittelbaren privaten Umfeld, sondern auch in der Öffentlichkeit an Lokalitäten wie Clubs und Restaurants sowie während gesellschaftlicher Feierlichkeiten konsumiert. Ist der Drogenkonsum darüber hinaus ritualisiert, kann dadurch die Gemeinschaft, welche den Konsum durchführt, gestärkt werden.

## Klassifizierung

Klassifizierung geläufiger Drogen nach Stoffklasse und Wirkungsweise

Da die verschiedenen Wirkstoffe von Drogen komplexe, völlig verschiedenartige Wirkmechanismen und Effekte aufweisen, sind mehrere Formen der Klassifizierung möglich, wobei jede Klassifizierung nur bestimmte Aspekte einer Substanz betrachten kann. Zur Abschätzung der generellen Wirkung sowie möglicher Risiken einer Substanz ist es daher meist nötig, ihre Einordnung innerhalb mehrerer Klassifizierungen zu betrachten. Im Folgenden werden jeweils besonders verbreitete oder bekannte Substanzen beispielhaft aufgelistet. Ausführlichere Informationen finden sich in den entsprechenden Unterartikeln.

### Klassifizierung nach Stoffklasse
Aufgrund der chemischen Struktur lassen sich Drogen verschiedenen Stoffklassen zuordnen. Viele Drogen können den Alkaloiden (stickstoffhaltigen organischen Verbindungen) oder den Terpenoiden (sauerstoffhaltigen Ableitungen des Isoprens) zugerechnet werden. Innerhalb einer Stoffklasse weisen die jeweiligen Wirkstoffe oft einen gemeinsamen Aspekt der Wirkung auf; so sind etwa alle Amphetamine unter anderem stimulierend und die meisten Tryptamine halluzinogen.
| Stoffklasse         | Struktur  | Beispiele |
| ------------------- | --------- | --- |
| Benzodiazepine      |           | Alprazolam, Diazepam, Lorazepam |
| Thienodiazepine     |           | Bentazepam, Brotizolam, Etizolam |
| Indolalkaloide      |           | Ibogain, Mitragynin |
| Lysergsäureamide    |           | LSD und diverse LSD-Analoga |
| Harman-Alkaloide    |           | Harmalin, Harmalol, Harmin, Tetrahydroharmin                                                                                           |
| Tryptamine          |           | 4-HO-MET, 5-MeO-DALT, Psilocin, Psilocybin; körpereigene: DMT, Melatonin, Serotonin                                                    |
| Opioide             |           | - natürliche (Opiate): Codein, Morphin, Thebain - (halb-)synthetische: Diacetylmorphin (Heroin), Fentanyl, Methadon, Tilidin, Tramadol |
| Arylcyclohexylamine |           | - Ketamin, Methoxetamin, Phencyclidin, 3-MeO-PCP, Hydroxynorketamin                                                                    |
| Phenylethylamine    |           | - natürlichen Ursprungs: Ephedrin, Mescalin - synthetisch: 2C-B, 2C-E, 2C-I, 25I-NBOMe, 25I-NBOH                                       |
| Amphetamine         |           | Amphetamin, DOM, 4-FA, MDMA, Methylamphetamin                                                                                          |
| Cathinone           |           | Cathinon, MDMC, Mephedron, Methcathinon, 4-Methylethcathinon                                                                           |
| Katecholamine       | L-Tyrosin | Adrenalin, Dopamin, Noradrenalin (alle körpereigen)                                                                                    |
| Tropan-Alkaloide    |           | Hyoscyamin, Kokain, Scopolamin |
| Xanthine            |           | Koffein, Theobromin, Theophyllin |
| Sonstige            |           | Arecolin, Muscimol, Nikotin |

| Stoffklasse  | Struktur | Beispiele                 |
| ------------ | -------- | ------------------------- |
| Cannabinoide |          | Cannabidiol (CBD), Δ9-THC |
| Salvinorine  |          | Salvinorin A              |

### Klassifizierung nach Wirkung

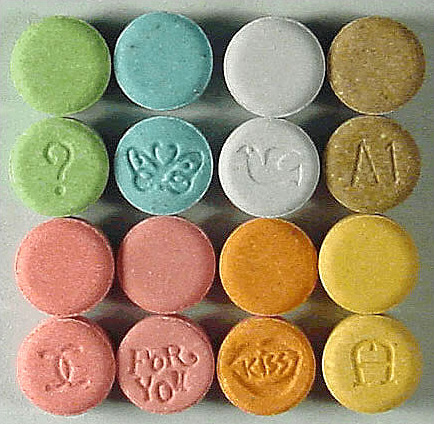
Ecstasy wird vor allem wegen seiner entaktogenen und stimulierenden Wirkung genutzt.

Alle Rauschdrogen zugrundeliegenden Wirkstoffe sind auch psychotrope Substanzen. Drogen lassen sich anhand ihrer pharmakologischen Zuordnung daher nach psychischer Wirkungsweise einteilen, wobei einige Drogen mehreren Gruppen angehören. Diese Klassifizierung ist die allgemeinste und am häufigsten verwendete; zur genaueren Abschätzung der zu erwartenden Wirkung kann die Stoffklasse hinzugezogen werden.
| Gruppe                      | Hauptwirkung                                                                                    | Beispiele |
| --------------------------- | ----------------------------------------------------------------------------------------------- | --- |
| Dissoziativa                | Abkopplung mentaler Prozesse vom Bewusstsein durch Dissoziation                                 | DXM, Ketamin, Lachgas |
| Delirantia                  | Dissoziativ; Desorientierung, teilweise auch Halluzinationen                                    | Alkohol, DPH, Hyoscyamin, Muscimol, Scopolamin                                                                                    |
| Empathogene und Entaktogene | Intensivierung der Gefühle, oft auch verstärkte emotionale Öffnung gegenüber anderen            | 2C-B, 2C-E, 2C-I, GBL, MDMA, MDMC                                                                                                 |
| Narkotika                   | Dissoziativ; in hohen Dosen vollständige Anästhesie, z. T. auch psychedelische Wirkung          | Barbiturate, Ketamin |
| Psychedelika                | Psychotomimetisch und pseudohalluzinogen, es kommt zu einem psychedelischen Rausch (ugs.: Trip) | DMT, 25I-NBOMe, Lysergsäureamide wie LSD und Analoga, Mescalin, Psilocin, Psilocybin; DXM und Ketamin wirken zugleich dissoziativ |
| Sedativa und Hypnotika      | Zentral dämpfend, wobei die Unterscheidung zwischen beiden Gruppen rein quantitativer Natur ist | Benzodiazepine, medizinisches Cannabis, Mitragynin (Kratom), Neuroleptika; Alkohol, DPH und Opiate wirken zugleich dissoziativ    |
| Stimulantia                 | Anregung des Organismus                                                                         | Koffein, Kokain, Nikotin, Amphetamine                                                                                             |

Ein stark vereinfachter Ansatz unterteilt Drogen in Upper (stimulierende Substanzen), Downer (dämpfende Substanzen) und Halluzinogene (bewusstseinsverändernde Substanzen), wobei die Übergänge je nach Substanz und Dosierung fließend sein können.

### Klassifizierung nach Ursprung
Drogen können sowohl direkt als Naturstoffe aus Lebewesen gewonnen, auf der Grundlage solcher Naturstoffe synthetisiert, wie auch vollsynthetisch hergestellt werden. Einige Nutzer von Drogen zeigen eine starke Präferenz, ausschließlich natürliche oder synthetische Drogen zu konsumieren, obwohl vergleichbare Substanzen beider Gruppen sich nicht zwangsläufig in ihrer pharmakologischen Potenz und Wirkungsweise unterscheiden.
Insgesamt ist allerdings ein Trend hin zum Konsum synthetischer Drogen (vor allem amphetaminartiger Aufputschmittel) beziehungsweise zum Medikamentenmissbrauch (hier insbesondere Opioide und Benzodiazepine) zu beobachten. Dies ist eine direkte Folge des weltweiten Rückgangs des Koka- und Opiumanbaus. Zur Verbreitung halluzinogener Substanzen existieren hingegen bisher keine gesicherten Daten. Es ist sehr wahrscheinlich, dass die Anzahl der Nutzer im Vergleich zu Nutzern reiner Upper und Downer relativ gering ist, da ein gewohnheitsmäßiger langfristiger Konsum aufgrund der intensiven bewusstseinsverändernden Effekte so gut wie auszuschließen ist. Es könnte allerdings durch die Erhältlichkeit psychoaktiver Pilze, Salvia divinorum und anderer Psychedelika in Smartshops seit den späten 1990er Jahren durchaus zu einer Popularisierung gekommen sein.

#### Biogene pflanzliche Drogen

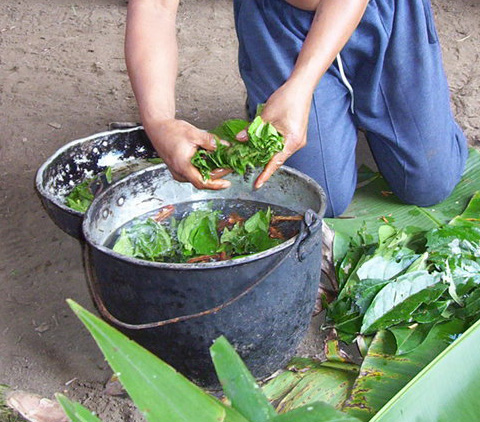
Zubereitung von Ayahuasca in der Napo-Region von Ecuador

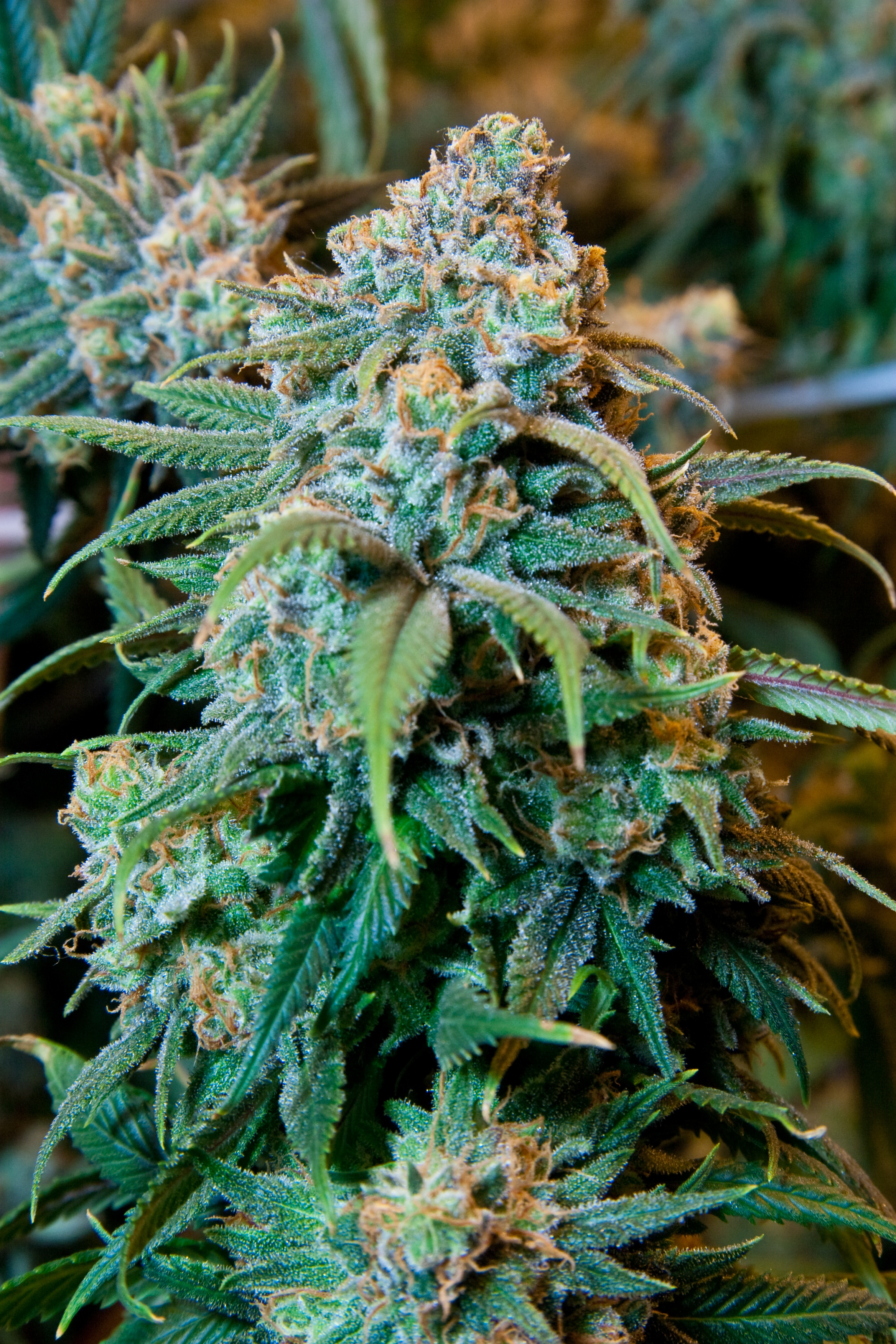
Blühende weibliche Hanfpflanze

Die meisten traditionell genutzten Drogen sind pflanzlichen Ursprungs. Fast alle als oder für Drogen verwendeten Pflanzen werden gezielt gezüchtet und angebaut. Meist werden Pflanzenteile direkt konsumiert (durch Verzehr, Rauchen oder Bereitung eines Aufgusses) oder als wirksamer Bestandteil einer Zubereitung verwendet. Bei einigen biogenen Drogen ist es in Hinsicht auf die Erlangung eines Rauschzustandes üblich, den Hauptwirkstoff zwecks Wirkungsverstärkung oder besserer Dosierbarkeit zu extrahieren. Dies kann durch Überführung in eine Lösung und anschließendes Trennen geschehen, oder auch durch die direkte Verdampfung des Wirkstoffs in einem Vaporizer. Trotz der recht hohen Anschaffungskosten werden Vaporizer von einigen Nutzern biogener Drogen zum Konsum verwendet, vorwiegend weil das Rauchen von Pflanzenteilen aus gesundheitlichen Gründen abgelehnt wird.
| Droge                    | Hauptwirkung          | Vorkommen |
| ------------------------ | --------------------- | --- |
| Alkohol                  | Delirantium           | durch Hefen oder Bakterien vergärte zucker- oder stärkehaltige Pflanzenteile                                                     |
| Cathin, Cathinon         | Stimulans             | Kathstrauch (Catha edulis) |
| DMT                      | Psychedelikum         | Ayahuasca, das tropische Rötegewächs Psychotria viridis, verschiedene Akazien- und Mimosenarten, Rohrglanzgras                   |
| Ephedrin, Pseudoephedrin | Stimulans             | Pflanzen der Gattung Ephedra (z. B. Ephedra sinica)                                                                              |
| Harmalin, Harmin         | MAO-Hemmer, Oneirogen | Ayahuasca, die tropische Liane Banisteriopsis caapi, Steppenraute, Passionsblume                                                 |
| Koffein                  | Stimulans             | Guaraná, Kaffee, Kakao, Tee |
| Kokain                   | Stimulans             | Kokastrauch (Erythroxylum coca)                                                                                                  |
| LSA                      | Psychedelikum         | Hawaiianische Holzrose, Samen der Windengewächse Turbina corymbosa bzw. Ipomoea violacea (Ololiuqui)                             |
| LSH                      | Psychedelikum         | Ololiuqui |
| Mescalin                 | Psychedelikum         | Peyote-Kaktus (Lophophora williamsii), diverse Kakteen der Gattung Echinopsis, z. B. (Echinopsis pachanoi, Echinopsis peruviana) |
| Mitragynin               | Sedativum             | Kratombaum (Mitragyna speciosa)                                                                                                  |
| Nikotin                  | Stimulans             | Tabak |
| Opiate (Codein, Morphin) | Hypnotikum            | Samenkapseln des Schlafmohns (Papaver somniferum), aus denen Opium (natürliche Opiate) gewonnen wird                             |
| Salvinorin A             | Dissoziativum         | Azteken-Salbei (Salvia divinorum)                                                                                                |
| Scopolamin               | Delirantium           | Bilsenkraut, Engelstrompeten, Stechapfel, Tollkirsche                                                                            |
| Tetrahydrocannabinol     | Sedativum             | Hanf (Cannabis) |

#### Biogene Drogen aus Pilzen

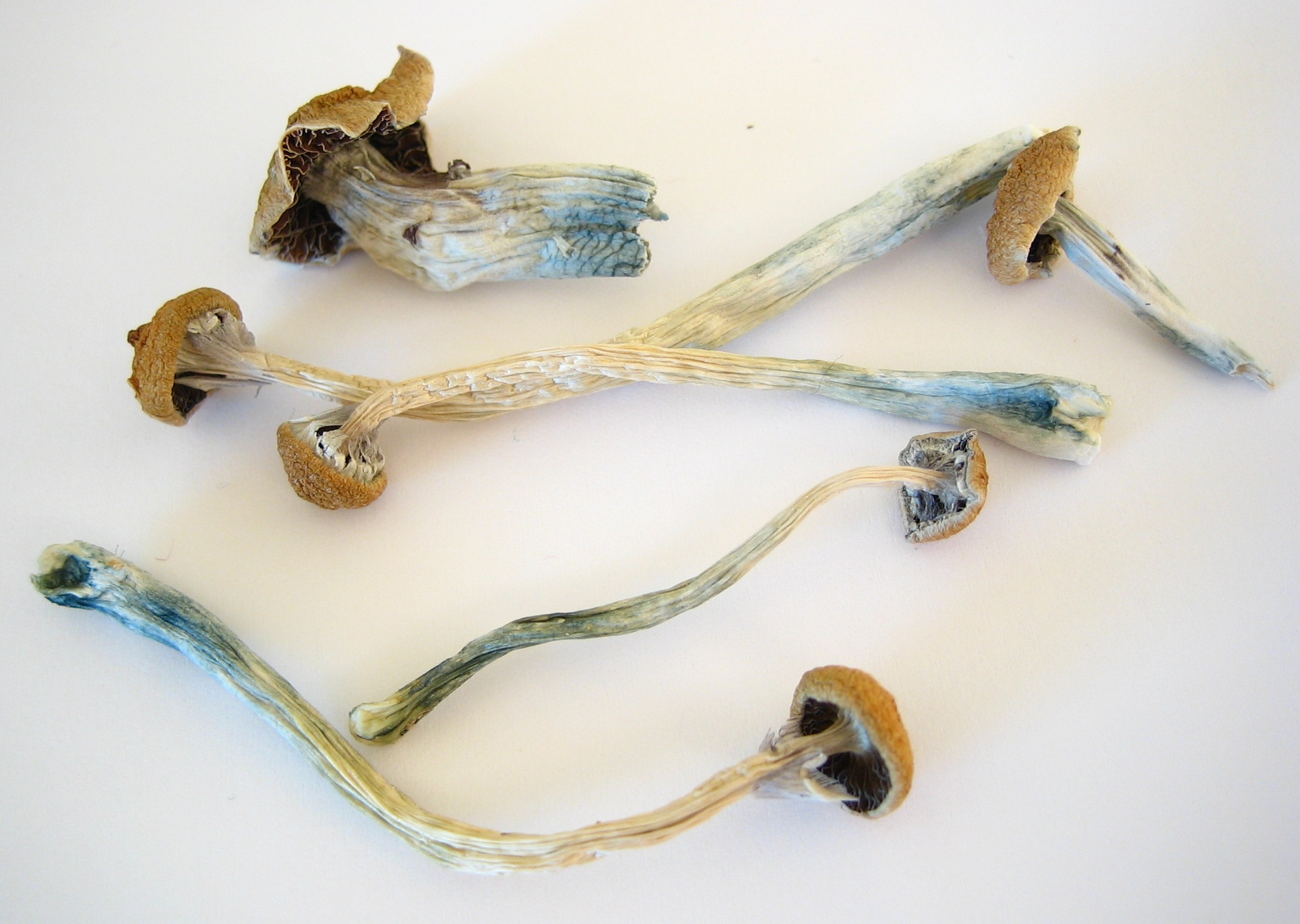
Getrocknete Psilocybe cubensis

Pilzdrogen gehören zu den ältesten Drogen der Menschheit und wurden aufgrund ihrer vorwiegend psychedelischen Wirkungen bereits in der Jungsteinzeit in schamanischen und religiösen Zusammenhängen genutzt. Psychoaktive Pilze werden oft in der Natur gesammelt, zum Teil aber auch im kleinen Maßstab gezüchtet. Es werden fast immer die Fruchtkörper direkt verzehrt, manchmal auch die Sklerotia.
| Droge      | Hauptwirkung  | Vorkommen |
| ---------- | ------------- | --- |
| Muscimol   | Delirantium   | Fliegenpilz, Pantherpilz |
| Psilocybin | Psychedelikum | Verschiedene Arten der Kahlköpfe (z. B. Kubanischer Kahlkopf, Spitzkegeliger Kahlkopf, Stattlicher Kahlkopf) sowie der Düngerlinge (z. B. Blauender Düngerling) |

#### Halbsynthetische Drogen

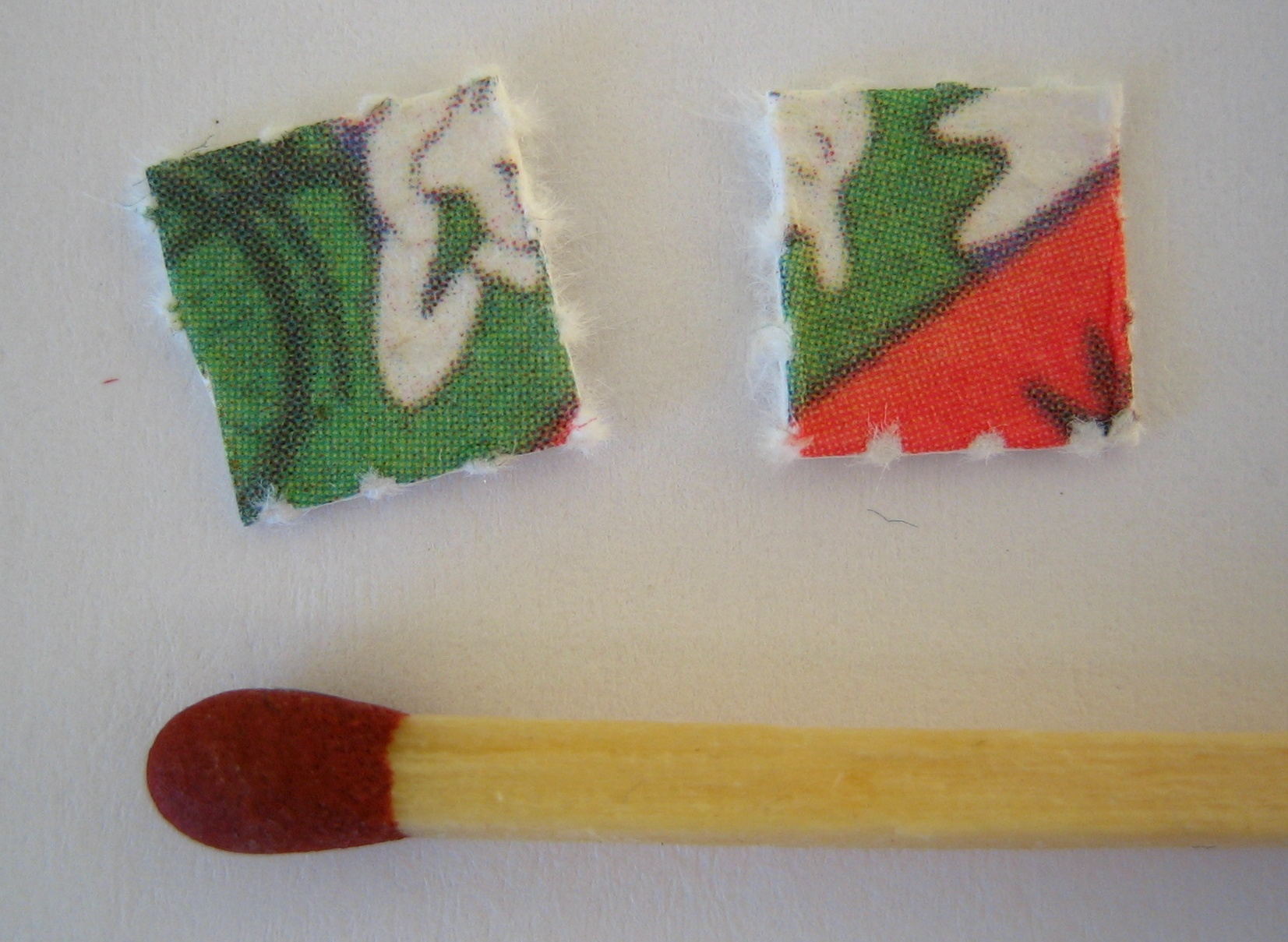
LSD-Blotter

Einige Wirkstoffe von Drogen werden ausgehend von Naturstoffen synthetisiert. Auch einige an sich biogene Drogen (z. B. Kokain) können durch Teilsynthese aus natürlichen Vorläuferstoffen hergestellt werden. Hierzu ist zumindest ein grundlegend ausgestattetes Chemielabor sowie Zugang zu Ausgangschemikalien nötig, welche ihrerseits aufgrund eben der Möglichkeit der Herstellung illegaler Drogen gesetzlich reguliert sein können. Trotz dieser Hindernisse bedienen zahlreiche versteckt betriebene Labors, umgangssprachlich mitunter als Drogenküchen bezeichnet, die Nachfrage nach illegalen halb- und vollsynthetischen Drogen.
| Droge                                                | Hauptwirkung            | Ausgangsstoff       |
| ---------------------------------------------------- | ----------------------- | ------------------- |
| LSD und LSD-Analoga                                  | Psychedelikum           | Mutterkornalkaloide |
| Einige Opioide wie Buprenorphin, Heroin und Oxycodon | Hypnotikum, Analgetikum | Opium (Schlafmohn)  |

#### Synthetische Drogen

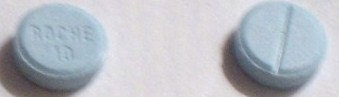
Diazepam (Valium)

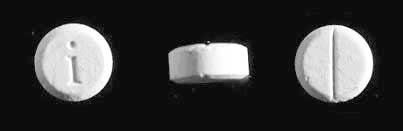
Eine 2C-I-Tablette

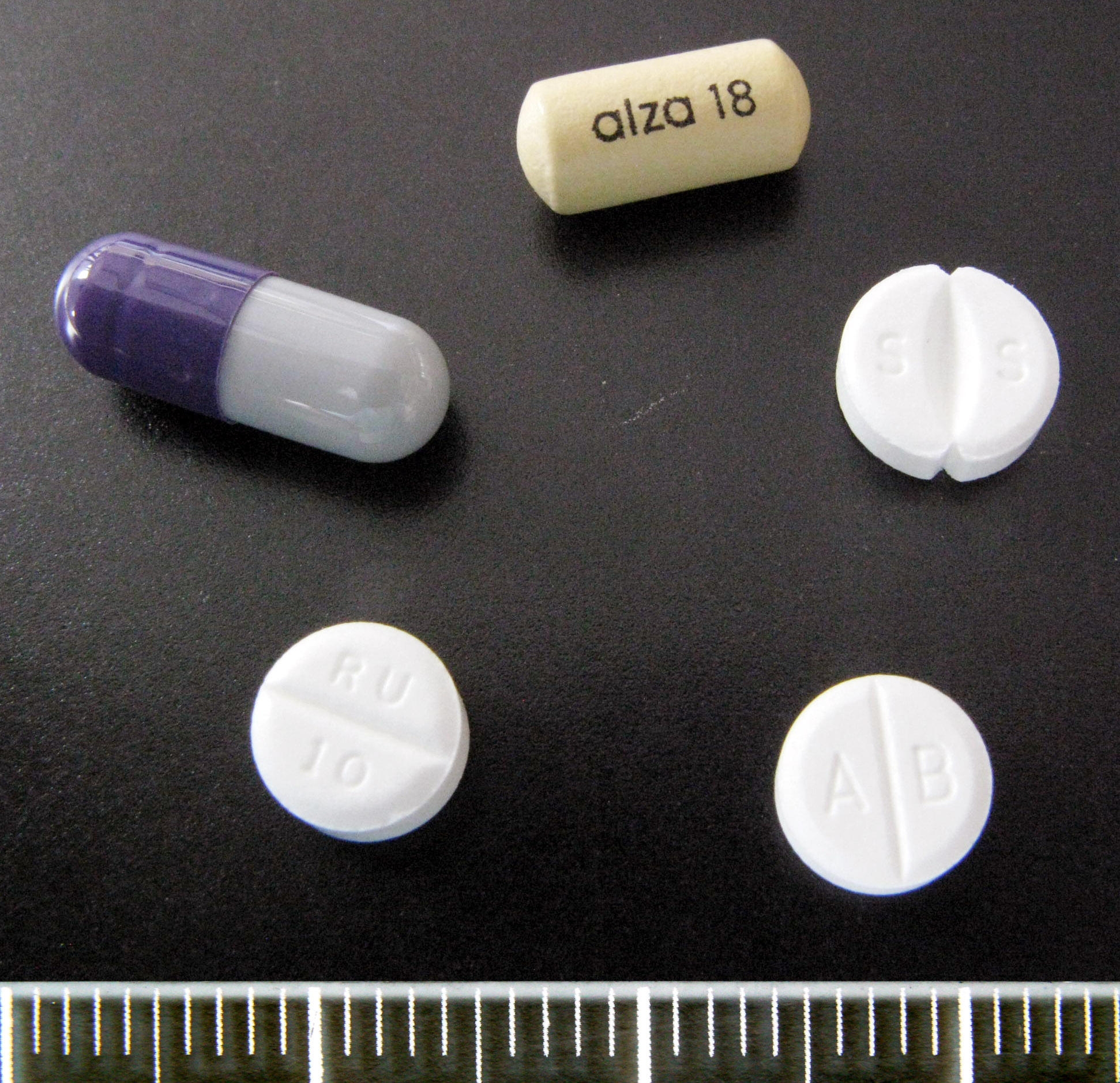
Methylphenidatpräparate verschiedener Hersteller

Sehr viele Drogen werden ohne Zuhilfenahme eines natürlichen Ausgangsstoffs vollsynthetisch hergestellt. In diese Kategorie fallen viele ursprünglich als Medikament entworfene Substanzen sowie die meisten verkehrsfähigen Medikamente, aber auch sogenannte Designerdrogen bzw. research chemicals, welche gezielt auf eine Rauschwirkung und/oder die Umgehung vorhandener Substanzgesetzgebung hin konzipiert wurden. Die Einnahme erfolgt meist oral, oft auch durch die Nase (schnupfen, ziehen).
| Droge                                                                         | Hauptwirkung                 |
| ----------------------------------------------------------------------------- | ---------------------------- |
| Amphetamin                                                                    | Stimulans                    |
| Arylcyclohexylamine, z. B. Ketamin, Methoxetamin, Phencyclidin oder 3-MeO-PCP | Dissoziativum, Psychedelikum |
| Benzodiazepine, z. B. Diazepam, Flunitrazepam oder Lorazepam                  | Hypnotikum                   |
| γ-Butyrolacton (GBL), 1,4-Butandiol (BDO)                                     | Entaktogen                   |
| Dextromethorphan (DXM)                                                        | Dissoziativum                |
| Dimethoxyamphetamine, z. B. DOB, DOI oder DOM                                 | Psychedelikum                |
| Dimethoxyphenylethylamine, z. B. die Substanzen der 2C-Gruppe                 | Psychedelikum                |
| Diphenhydramin (DPH)                                                          | Delirantium                  |
| Lachgas                                                                       | Dissoziativum                |
| Lösungsmittel (Schnüffelstoffe)                                               | Dissoziativum                |
| Methylendioxyamphetamine, z. B. MDA, MDMC oder MDMA (Ecstasy)                 | Entaktogen                   |
| Viele Opioide, z. B. Fentanyl, Methadon, Tilidin oder Tramadol                | Hypnotikum, Analgetikum      |
| Poppers                                                                       | Tonikum, Aphrodisiakum       |
| Synthetische Cannabinoide, z. B. JWH-018, JWH-073 oder AM-2201                | Cannabinoidmimetikum         |

### Klassifizierung nachhartundweich
Die Unterscheidung zwischen hart und weich stellt den Versuch dar, das Gefährdungspotenzial bestimmter Drogen, vor allem in Hinblick auf die rechtliche Einstufung, in einem zweigliedrigen Schema abzubilden. Dieser Ansatz ist umstritten.
Populär wurde diese Klassifizierung in erster Linie durch die öffentliche Diskussion sowie die mediale Berichterstattung aus dem Justizumfeld. Ihren Ursprung und die konkrete Anwendung findet die Unterteilung im niederländischen Opiumgesetz (niederländisch: Opiumwet), siehe Weiche Droge (Niederländisches Recht).

### Klassifizierung nach Schadenspotenzial
| Rang                                                                | Droge          | Punktwert |
| ------------------------------------------------------------------- | -------------- | --------- |
| 1                                                                   | Alkohol        | 72        |
| 2                                                                   | Heroin         | 55        |
| 3                                                                   | Crack          | 54        |
| 4                                                                   | Methamphetamin | 33        |
| 5                                                                   | Kokain         | 27        |
| 6                                                                   | Tabak          | 26        |
| 7                                                                   | Amphetamine    | 23        |
| 8                                                                   | Cannabis       | 20        |
| 9                                                                   | GHB            | 19        |
| 10                                                                  | Benzodiazepine | 15        |
| 11                                                                  | Ketamin        | 15        |
| 12                                                                  | Methadon       | 14        |
| 13                                                                  | Mephedron      | 13        |
| 14                                                                  | Butan          | 11        |
| 15                                                                  | Anabolika      | 10        |
| 16                                                                  | Khat           | 9         |
| 17                                                                  | Ecstasy        | 9         |
| 18                                                                  | Buprenorphin   | 7         |
| 19                                                                  | LSD            | 7         |
| 20                                                                  | Pilze          | 6         |
| Anmerkung: Je höher der Punktwert, desto höher das Schadenpotential |                |           |

Die Risikobewertung auf Basis evidenzbasierter Methoden ist schwierig.
Ein möglicher Ansatzpunkt ist der Vergleich von Todesfällen und Konsumeinheiten. Nach Angaben der Bundesregierung sterben in Deutschland jährlich rund 74.000 Menschen an den direkten und indirekten Folgen von Alkoholmissbrauch. Gleichzeitig wird von einem jährlichen Pro-Kopf-Verbrauch von zehn Litern reinen Alkohols pro Person (in der Bevölkerung ab 14 Jahren) ausgegangen, was somit einem Todesopfer auf ca. 9.000 bis 10.000 konsumierte Liter reinen Alkohols entspricht. Ausgehend von einem Alkoholgehalt von 4,8 Prozent fordern somit in Deutschland – rechnerisch – je knapp 600.000 kleine Bier (0,33 L) ein Todesopfer. Demgegenüber steht ein Todesopfer dem Konsum von – je nach Untersuchung – 1.000.000 bis 17.000.000 Ecstasy-Pillen gegenüber. Problematisch bei diesem Ansatz ist, dass zwar die Zahl der drogenbezogenen Todesfälle bekannt ist, nicht jedoch immer die Zahl der Konsumenten. (Siehe hierzu auch den Abschnitt „Tod“ unten).
Im März 2007 wurde in der renommierten medizinischen Fachzeitschrift The Lancet eine von einem Forscherteam um David Nutt durchgeführte Studie veröffentlicht. Darin wurden drei Hauptfaktoren definiert, die das Schadenspotenzial des Konsums einer Droge ausmachen:
- der (körperliche und gesundheitliche) physische Schaden für das Individuum, den die Droge verursachen kann;
- das potenzielle Ausmaß der Abhängigkeit des Individuums von der Droge;
- die möglichen Auswirkungen des Drogengebrauchs auf die Familie, die Gemeinde und die Gesellschaft, in welcher der Drogennutzer lebt, also der soziale Schaden.

Jede dieser Kategorien ist wiederum in drei Unterkategorien unterteilt. Psychiater und unabhängige Experten vergaben für alle Substanzen 0 bis 3 Punkte in jeder Unterkategorie. Die gemittelten Bewertungen aller Kategorien wurden für jede Substanz addiert, um einen Wert für das generelle Schadenspotenzial zu erhalten.
Beachtenswert ist, dass im Ergebnis die legalen Drogen Alkohol und Tabak unter den zehn schädlichsten Drogen zu finden sind. Nutt, damaliger Drogenbeauftragter der britischen Regierung, kritisierte aus diesem Grunde die Drogenpolitik als „den Erkenntnissen der Forschung widersprechend“, woraufhin er seines Amtes enthoben wurde. In Deutschland verursachen alleine diese beiden Drogen zusammen mehr als 99 Prozent der Todesfälle durch Drogenkonsum (Siehe hierzu den Abschnitt „Tod“ unten).
Im November 2010 wurde im Lancet eine Folgestudie basierend auf verbesserter Methodik veröffentlicht. Das Schadenspotenzial setzte sich nunmehr aus 16 gewichteten Einzelfaktoren zusammen, welche sich auf die Gruppen physischer, psychischer und sozialer Schaden innerhalb der Dimensionen Selbstschädigung und Fremdschädigung verteilen. Als Droge mit dem insgesamt größten Schadenspotenzial wurde Alkohol mit einer Bewertung von 72 von 100 Punkten identifiziert, gefolgt von Heroin (55) und Crack (54). Das hohe Schadenspotenzial von Alkohol insbesondere in der Dimension Fremdschädigung lässt sich vermutlich teilweise mit der leichten Verfügbarkeit und dem weit verbreiteten und gesellschaftlich tolerierten Konsum erklären. Andere Drogen mit insgesamt hoher Risikobewertung weisen hingegen ein höheres absolutes Selbstschädigungspotenzial auf. Dies dürfte vor allem auf die bei diesen Drogen ausgeprägte Gefahr einer schnellen Abhängigkeitsentwicklung zurückzuführen sein.

Resultate der Studien
Visualisierte Ergebnisse der Originalstudie
Verhältnis üblicher zu schädlicher Dosierung verschiedener Drogen
Schadenspotenziale geläufiger Drogen (Folgestudie)

## Gesundheitliche Risiken

### Schädlicher Gebrauch und Abhängigkeit

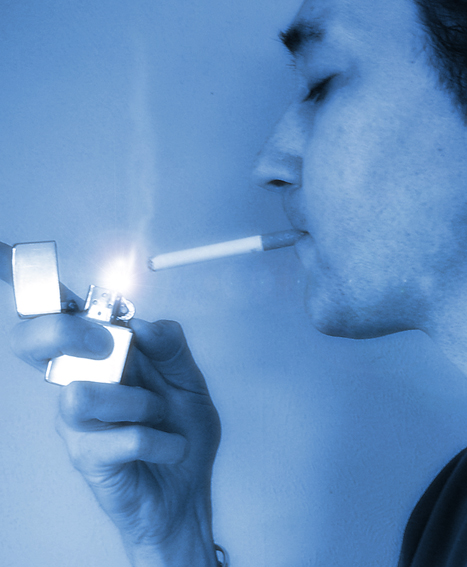
Tabakrauch birgt ein hohes Abhängigkeitspotenzial.

Viele Drogen können unter geeigneten Voraussetzungen eine psychische oder neurochemische Abhängigkeit hervorrufen, welche umgangssprachlich oft mit dem veralteten Begriff Sucht bezeichnet wird. Verschiedene Faktoren haben einen Einfluss darauf, ob und wie schnell eine Abhängigkeit entsteht. So spielt bei Crack die kurze Wirkdauer von ca. 10 Minuten, bei gleichzeitiger Stimulation des Belohnungszentrums, eine entscheidende Rolle bei der Abhängigkeitsentwicklung. Die individuelle Persönlichkeitsstruktur und Lebenssituation sind in jedem Fall von besonderer Bedeutung; prinzipiell kann jedoch bei entsprechender persönlicher Prädisposition fast jede rauscherzeugende Substanz dahingehend verwendet werden, dass es zu einer psychischen Abhängigkeit oder Gewohnheitsbildung kommt. Heroin, Tabak und Crack gehören hierbei zu den abhängigkeitsgefährlichsten Substanzen, bereits wenige Dosen können eine sehr starke Abhängigkeit nach sich ziehen.
Je nach neurochemischer Wirkungsweise und Einnahmedauer kann es beim Absetzen bestimmter Drogen zu einem psychischen oder körperlichen Entzugssyndrom kommen. Hierzu zählen unter anderem Drogen, welche primär auf das Dopaminsystem und dort insbesondere auf das Belohnungszentrum wirken (z. B. Kokain, Crack und Amphetamin), ferner Agonisten am µ-Opioidrezeptor (z. B. Heroin, Codein und Tramadol), Agonisten am Nikotinischen Acetylcholinrezeptor (Alkohol und Nikotin), sowie Agonisten am GABA-Rezeptor (Benzodiazepine, Barbiturate und GBL).
Bei Nichtverfügbarkeit oder Selbstentzug einer Droge, von der eine Abhängigkeit besteht, kann es zum Ausweichen auf eine andere Droge und damit zu einer Abhängigkeitsverlagerung kommen. Die gleichzeitige Abhängigkeit von mehreren Drogen ist ebenfalls möglich und wird als Polytoxikomanie bezeichnet.
Von einer Abhängigkeit Betroffenen steht die Möglichkeit zur Verfügung, eine Drogenberatung oder Selbsthilfegruppen wie z. B. Narcotics Anonymous oder die Anonymen Alkoholiker aufzusuchen. In schweren Fällen kann eine Entziehungskur oder Substitutionstherapie, üblicherweise im Rahmen einer Drogentherapie, vorgenommen werden.
In Drogen-Notfällen können Selbst- und Fremdgefährdung auftreten. Hierbei ist Bewusstlosigkeit nach Drogenkonsum für den Konsumenten eine Gefahr. Weiterhin stellt das „Verdünnen“ von Drogen mittels Streckungsmitteln, um den Profit zu steigern, ein Gesundheitsrisiko dar, wenn die Streckungsmittel schädliche Substanzen mit für Konsumenten unbekannten (Neben)Wirkungen sind, wie etwa Phenacetin, Levamisol und Lidocain in Kokain. Da jeder Zwischenverkäufer unterschiedliche Streckungsmittel einsetzen kann, können diese auch als Indikator fungieren und eventuell den Transportweg der Drogen nachvollziehbar machen.

### Nach Substanz
Auch als Genussmittel akzeptierte legale Drogen sind nicht frei von Risiken und keineswegs als harmlos zu betrachten. So kann der Konsum großer Mengen Alkohol zu einer gefährlichen, im schlimmsten Fall tödlichen Alkoholvergiftung führen; chronischer Alkoholmissbrauch kann unter Umständen schwere Leberschäden, Hirnschäden (Korsakow-Syndrom), sowie diverse Krebserkrankungen und Formen der Alkoholpsychose, wie z. B. die Alkoholhalluzinose (ICD-10 F10.52) nach sich ziehen. Tabakrauch enthält mehr als 4000 z. T. zell- und erbgutschädigende sowie krebserregende Substanzen. Ferner kann Rauchen direkt oder indirekt alle Organsysteme des Körpers schädigen und ist die Hauptursache für Lungenkrebs.
Psychedelika wie LSD oder psilocybinhaltige Pilze sind aufgrund ihrer Wirkungsweise und des kaum vorhandenen Missbrauchspotenzials weitestgehend frei von körperlichen wie auch psychischen Risiken. Es ist jedoch nicht auszuschließen, dass bei entsprechender Veranlagung u. U. eine substanzinduzierte Psychose oder eine bereits angelegte Schizophrenie ausgelöst wird. Bei Cannabisprodukten sind die Gesundheitsrisiken ebenfalls relativ niedrig anzusetzen. Wird Cannabis geraucht, entstehen bei seiner Verbrennung ähnlich wie beim Tabak karzinogene Stoffe, doch gibt es – im Gegensatz zum Tabakrauch – keine Belege dafür, dass Cannabisrauch (ohne Tabakrauch) Krebs auslösen kann. Die Weltgesundheitsorganisation benennt epidemiologische Beweise dafür, dass der Cannabiskonsum das Risiko von Lungen-, Kopf- und Halskrebs nicht erhöht. Wird Cannabis allerdings zusammen mit Tabak geraucht konsumiert, setzt sich der Konsument grundsätzlich den gleichen oder unter Umständen sogar nochmals verstärkten Risiken wie beim Tabakrauchen aus. Aus diesem Grunde erfreuen sich Joints ohne Tabak sowie Vaporizer unter Cannabisnutzern zunehmender Popularität.

Körperliche und psychische Risiken von Drogen
Anzahl stationärer Krankenhausbehandlungen in Deutschland aufgrund von Drogenproblemen. Gemittelte Daten aus den Jahren 2009–2012. Bericht 2014 des nationalen REITOX-Knotenpunkts an die EBDD. Neue Entwicklungen und Trends. Drogensituation 2013/2014.[86]
Vergleich von Abhängigkeitspotential und Verhältnis zwischen üblicher und tödlicher Dosis verschiedener Drogen nach R. S. Gable[87][88]

Bei einzelnen Drogen kann hingegen bereits der Gebrauch üblicher Mengen, selbst bei einmaliger Einnahme, zu gesundheitlichen Beeinträchtigungen führen. Insbesondere gewohnheitsmäßiger hochdosierter Konsum solcher Drogen kann den Körper schädigen, Folgekrankheiten verursachen und die Lebenserwartung senken. So kann z. B. eine Überdosis an Heroin oder anderen Opioiden akut lebensgefährlich sein, auch bei Menschen, die durch regelmäßigen Konsum und entsprechende Ausbildung einer Opioidtoleranz körperlich an die Substanz gewöhnt sind. Selbst eine relativ geringe Dosis kann ohne ausgebildete Toleranz gefährliche körperliche Auswirkungen haben. Hierbei sind auch Drogennutzer gefährdet, die nach längerer Abstinenz erneut Opioide konsumieren.

### Mischkonsum
Der gleichzeitige Konsum mehrerer Drogen kann ein großes akutes Gesundheitsrisiko darstellen, weil er je nach Kombination und Dosierung eine signifikante Belastung des Organismus nach sich ziehen kann. Auch mit eingenommenen Medikamenten können während eines Mischkonsums Wechselwirkungen auftreten. Schlimmstenfalls ist ein medizinischer Notfall die Folge. Allerdings lassen sich derartige Risiken erheblich verringern, indem generell von besonders riskantem Mischkonsum abgesehen oder zumindest nur ein Bruchteil der sonst üblichen Dosierung der Einzelsubstanzen eingenommen wird.
| Droge/Medikament | kombiniert mit                                                                                        | Risiken                                                     |
| --- | --- | ----------------------------------------------------------- |
| Alkohol | MAO-Hemmer (auch Ayahuasca)                                                                           | Tyraminvergiftung, hypertensive Krise                       |
| Alkohol | Opioide (Heroin, Methadon, Tramadol, Fentanyl), Benzodiazepine (Alprazolam, Diazepam, Lorazepam), GBL | Atemdepression, Atemstillstand, Koma                        |
| Alkohol | Amphetamin, Kokain, MDMA                                                                              | Dehydratation, Kreislaufkollaps                             |
| Antidepressiva; sowohl trizyklische (Amitriptylin, Doxepin, Clomipramin) als auch SSRI (Sertralin, Citalopram) und SNRI (Venlafaxin, Duloxetin) | MAO-Hemmer, DXM, Tramadol, 2C-T-Psychedelika                                                          | Serotoninsyndrom                                            |
| Antiepileptika; insbesondere Lithium | Serotonerge Psychedelika (Tryptamine, Phenylethylamine, Mutterkornalkaloide)                          | Krampfanfälle                                               |
| Betablocker (Metoprolol, Propranolol) | Amphetamin, Kokain, MDMA, Nachtschattengewächse                                                       | Bluthochdruck, hypertensive Krise                           |
| MAO-Hemmer (Moclobemid, Selegilin, Steppenraute, 2C-T-Psychedelika)                                                                             | Antidepressiva, DXM, MDMA, Tramadol, 2C-Psychedelika                                                  | Serotoninsyndrom                                            |
| Opioide (Heroin, Methadon, Tramadol, Fentanyl)                                                                                                  | Alkohol, Benzodiazepine (Alprazolam, Diazepam, Lorazepam), GBL                                        | Atemdepression, Atemstillstand, Koma                        |
| Vasodilatoren (Viagra, Poppers) | Amphetamin, Kokain, MDMA                                                                              | Kreislaufentgleisung mit hypertensiver Krise oder Hypotonie |
| Quellen: | |                                                             |

### Drogen in der Schwangerschaft
Fast jeglicher Drogenkonsum in der Schwangerschaft, also auch das Trinken von Alkohol, kann Fruchtschäden zur Folge haben, bis hin zu einer Fehlgeburt oder lebenslangen gesundheitlichen Einschränkungen des Kindes. Alkoholkonsum in der Schwangerschaft ist die häufigste nicht genetisch bedingte Ursache für geistige Behinderungen, etwa aufgrund eines fetalen Alkoholsyndroms.
Doch auch ein Substanzentzug während der Schwangerschaft kann für Mutter und Ungeborenes gefährlich sein, daher ist in jedem Fall eine ärztliche Betreuung vonnöten. Unter Umständen ist ein völliges Absetzen der Drogen – auch Alkohol – kontraindiziert und die werdende Mutter muss stattdessen substituiert werden. Kinder von drogenabhängigen Müttern werden oft mit Entzugserscheinungen geboren.

### Tod
Jährlich sterben in Deutschland geschätzt 121.000 Menschen an den Folgen des Tabakkonsums sowie 74.000 an den Folgen des Alkoholkonsums. Dem steht die geringere Zahl von rund 1000 Menschen gegenüber, die pro Jahr an den Folgen des Konsums von illegalen Drogen sterben.

## Drogenkriminalität

### Illegale Drogen
Umgangssprachlich werden in Deutschland als illegale Drogen Substanzen bezeichnet, welche als nicht verkehrsfähig in Anlage I des Betäubungsmittelgesetzes (BtMG) aufgeführt sind, deren Handel und Abgabe also grundsätzlich strafbar ist. Auch der Umgang mit Substanzen aus Anlage II BtMG (verkehrsfähige, aber nicht verschreibungsfähige Betäubungsmittel) ohne Erlaubnis der Bundesopiumstelle ist strafbar. Die Straftaten sind nach § 29, § 29a, § 30, § 30a, § 30b BtMG geregelt.
Andere Drogen werden als legal bezeichnet, selbst wenn Handel beziehungsweise Abgabe Beschränkungen unterliegen, wie z. B. verkehrsfähige und verschreibungsfähige Betäubungsmittel der Anlage III des BtMG. Abgesehen von der expliziten Aufführung als nicht verkehrsfähig in den Anlagen des BtMG kann die Herstellung und das Inverkehrbringen von Drogen, sofern diese der Definition des Arzneimittelbegriffes entsprechen, den Regelungen des Arzneimittelgesetzes (AMG) unterliegen.

### Legale Drogen
Laut Urteil des Europäischen Gerichtshofs und bestätigt durch den Bundesgerichtshof fallen sogenannte neue psychoaktive Substanzen (Legal Highs), welche nicht in Anlage I–III des BtMGs aufgeführt sind, z. T. ausdrücklich als legaler Ersatz für Cannabis vertrieben werden und keinen unmittelbaren gesundheitlichen Nutzen haben, nicht unter den Arzneimittelbegriff. In seinem Urteil verfügte der Europäische Gerichtshof abschließend:

„Art. 1 Nr. 2 Buchst. b der Richtlinie 2001/83/EG des Europäischen Parlaments und des Rates vom 6. November 2001 zur Schaffung eines Gemeinschaftskodexes für Humanarzneimittel in der durch die Richtlinie 2004/27/EG des Europäischen Parlaments und des Rates vom 31. März 2004 geänderten Fassung ist dahin auszulegen, dass davon Stoffe wie die in den Ausgangsverfahren in Rede stehenden nicht erfasst werden, deren Wirkungen sich auf eine schlichte Beeinflussung der physiologischen Funktionen beschränken, ohne dass sie geeignet wären, der menschlichen Gesundheit unmittelbar oder mittelbar zuträglich zu sein, die nur konsumiert werden, um einen Rauschzustand hervorzurufen, und die dabei gesundheitsschädlich sind.“

Im Gegenzug hat das Bundeskabinett am 4. Mai 2016 den „Entwurf eines Gesetzes zur Bekämpfung der Verbreitung neuer psychoaktiver Stoffe“ vorgelegt (NpSG). Die Weitergabe steht inzwischen unter Strafe. Das NpSG enthält in Ergänzung zum einzelstofflichen Ansatz des Betäubungsmittelgesetzes eine Stoffgruppenregelung, um NPS zukünftig rechtlich effektiver begegnen zu können. Kritiker eines Legal High-Verbotes sehen jedoch die Gefahr, dass der illegale Drogenhandel auf offener Straße sowie die Beschaffungskriminalität zunehmen werden, und dass Legal Highs ähnlich illegalen Drogen mit Streckmitteln ergänzt werden. Das NpS-Gesetz bereitet auch nach Worten der Münchner Oberstaatsanwältin Susanne Wosylus „in der praktischen Anwendung große Schwierigkeiten“, da § 4 Abs. 1 NpSG nur den Handel, das Inverkehrbringen und das Verabreichen, aber nicht den Besitz, Erwerb oder Konsum von neuen psychoaktiven Substanzen unter Strafe stellt.
Die beiden Stoffgruppen von NPS, die dem Verbot unterliegen, sind in der Anlage des Gesetzes aufgeführt:
- Von 2-Phenylethylamin abgeleitete Verbindungen (d. h. mit Amphetamin verwandte Stoffe, einschließlich Cathinone)
- Cannabinoidmimetika / synthetische Cannabinoide (d. h. Stoffe, die die Wirkung von Cannabis imitieren)[114]

### Besitz geringer Mengen

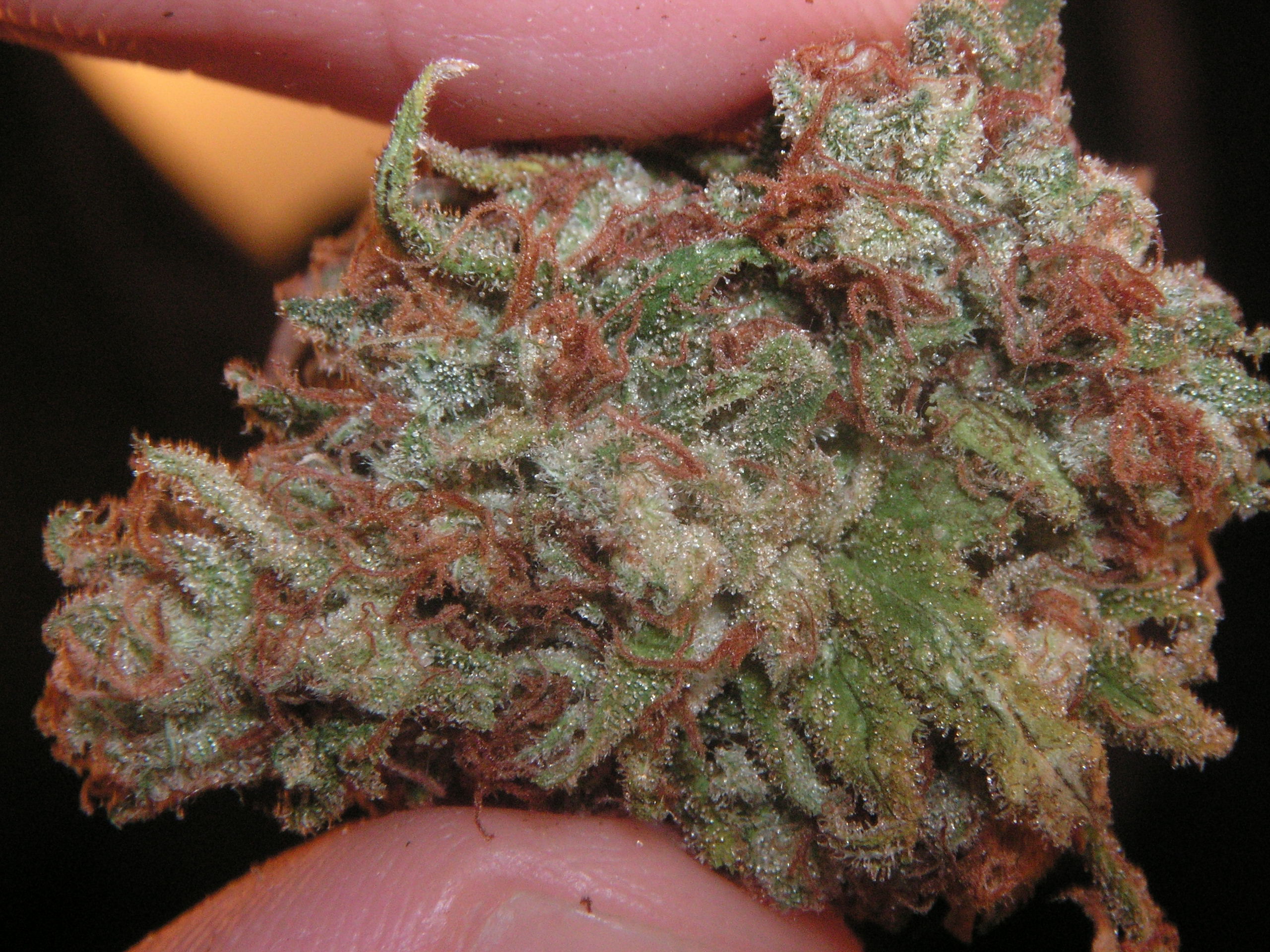
Eine Eigenbedarfsmenge Marihuana

Der Besitz einer (rechtlich definierten) geringen Menge einer illegalen Droge (umgangssprachlich: Eigenbedarf) führt nicht zwangsläufig zu einer Anklage oder Strafverfolgung, sofern die Droge zum Eigenverbrauch bestimmt ist und keine Fremdgefährdung vorliegt. In einem solchen Fall kann von einem öffentlichen Interesse an einer Strafverfolgung nicht ausgegangen werden und es kann von einer Anklage abgesehen oder ein bereits laufendes Verfahren eingestellt werden. In jedem Fall wird die Droge beschlagnahmt, da die enthaltene Wirkstoffmenge labortechnisch festgestellt werden muss.

### Nachweis

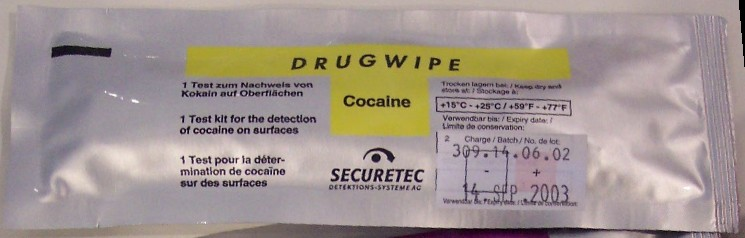
Kokain-Schnelltest

Bei Verdacht auf Rauschdrogenkonsum, insbesondere während einer Verkehrskontrolle, kann die Polizei den Anfangsverdacht mittels eines Alkoholtests respektive Drogenwischtests verifizieren. Da die Schnelltests mit einer gewissen Unsicherheit behaftet sind, sind für ein rechtskräftiges Ergebnis darüber hinaus eine Blut- oder Urinprobe erforderlich. Im Rahmen einer MPU, aber auch bei bloßer aktenkundiger Einnahme illegaler Drogen, kann nach positivem Befund ein sogenanntes Screening angeordnet werden, wobei als Abstinenznachweis über den Zeitraum eines halben bis einen Jahres mehrere Urinproben beziehungsweise Haaranalysen durchgeführt werden. Die Termine werden jeweils kurzfristig anberaumt, damit möglicherweise konsumierte Substanzen mit hoher Sicherheit nachgewiesen werden können.

## Politische Situation

### Drogenpolitik
Im Bericht 2014 des nationalen REITOX-Knotenpunkts der Deutsche Beobachtungsstelle für Drogen und Drogensucht an die Europäische Beobachtungsstelle für Drogen und Drogensucht wird der Begriff Drogenpolitik für Deutschland folgend definiert:

„Der Begriff ‚Drogenpolitik‘ bezog sich bis zum Ende des letzten Jahrhunderts nur auf illegale Drogen, die im Mittelpunkt des politischen Interesses standen. Es gab keine vergleichbare Konzeption für eine Alkohol- oder Tabakpolitik oder für eine substanzübergreifende ‚Sucht‘-Politik. Seit einigen Jahren stehen Störungen durch legale Drogen (z. B. Alkohol, Tabak und Medikamentenmissbrauch) und substanzübergreifende Aspekte (z. B. in der universellen Prävention oder bei Patienten mit Mehrfachmissbrauch) sowie seit einiger Zeit auch stoffungebundene Süchte (z. B. pathologisches Glücksspiel) stärker im Mittelpunkt des politischen Interesses. Aus diesem Grunde werden zunehmend die Begriffe ‚Drogen- und Suchtpolitik‘ oder ‚Suchtpolitik‘ anstelle von ‚Drogenpolitik‘ verwendet. Wegen der Unterschiede in den politischen Zielen und Strategien hinsichtlich legaler und illegaler Substanzen wird in Deutschland vorzugsweise der Begriff ‚Drogen- und Suchtpolitik‘ verwendet. Darüber hinaus hat sich das Blickfeld vom ursprünglichen Hauptinteresse an der Substanzabhängigkeit auch hin zu riskantem und schädlichem Konsumverhalten und damit zu einem weitergehenden Verständnis einer Gesundheitspolitik für substanzbezogene Störungen und Risiken erweitert. Die deutsche Sprache kennt dafür allerdings keinen Kurzbegriff, so dass vor allem der (unzureichende) Begriff der ‚Suchtpolitik‘ weiterhin Verwendung findet. Für die jährlichen Berichte der Deutschen Beobachtungsstelle für Drogen und Drogensucht (DBDD) hat das zur Folge, dass teilweise auch auf legale Substanzen und gemeinsame Strategien für legale und illegale Substanzen eingegangen werden muss. Eine Trennung ist an vielen Stellen aufgrund der fachlichen und politischen Entwicklung nicht mehr möglich.“

### Zwischenstaatliche Abkommen

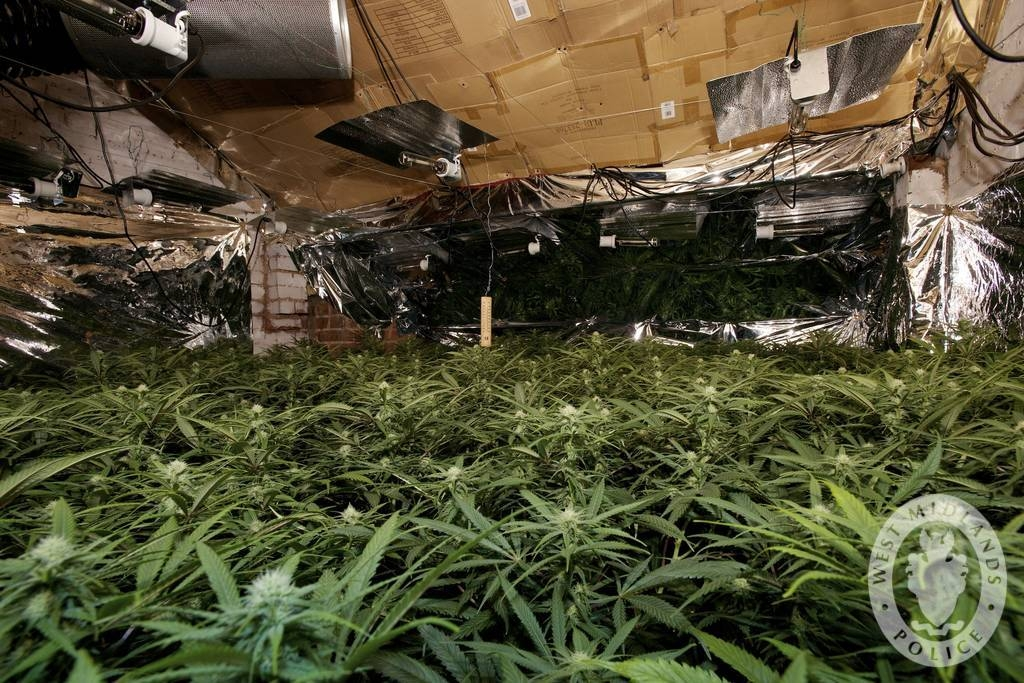
Beschlagnahmte Cannabisplantage in Großbritannien

Als Resultat der Internationalen Opiumkonferenzen von 1912 und 1925, welche auf Initiative der Vereinigten Staaten von Amerika hin stattfanden, wurde zunächst eine strenge Kontrolle der Produktion und des Handels von Morphin (Morphium) sowie Kokain beschlossen, später wurde Letzteres, darüber hinaus auch Heroin, völlig unter Prohibition gestellt. Der Export und die Einfuhr von Cannabis zu medizinischen und wissenschaftlichen Zwecken blieb teilweise erlaubt.
Das Einheitsabkommen über die Betäubungsmittel von 1961 schließlich legte die Basis für die bis heute bestehende weltweite Kontrolle bestimmter Drogen. Neben synthetischen Opioiden wurden ab 1971 in der Konvention über psychotrope Substanzen auch Psychedelika, Barbiturate und Benzodiazepine reglementiert. 1988 wurde das Übereinkommen der Vereinten Nationen gegen den unerlaubten Verkehr mit Suchtstoffen und psychotropen Stoffen verabschiedet, welches die unterzeichnenden Staaten verpflichtet, strafrechtlich gegen die unerlaubte Produktion und den unerlaubten Handel mit sogenannten Betäubungsmitteln vorzugehen.
Mittlerweile ist in drei indischen Bundesstaaten der Anbau von Schlafmohn zur Opiumgewinnung legal möglich. Aus dem Rohopium werden Morphin und Codein für den Export in westliche Staaten gewonnen. Trotz der strengen Auflagen und Kontrollen gelangt ein Teil des Opiums auf den Schwarzmarkt, hauptsächlich zur Synthese von Heroin für den europäischen und russischen Markt. Eine Legalisierung des Opiumanbaus wird dennoch auch für Afghanistan erwogen, da dieser einen wichtigen Wirtschaftszweig des Landes darstellt und ein repressives Vorgehen sehr vielen Bauern die Lebensgrundlage entziehen würde.

### Staatliche Maßnahmen bezüglich Konsum und illegalen Handels

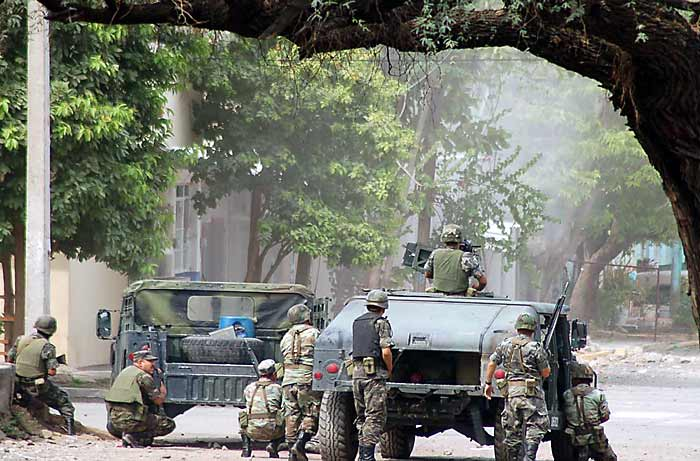
Mexikanisches Militär im Einsatz gegen Drogenkartelle

Von allgemein akzeptierten Volksdrogen abgesehen verfolgen viele Staaten eine repressive Prohibitionspolitik. In den meisten westlichen Ländern sind Herstellung, Besitz und Handel mit illegalen Drogen grundsätzlich unter Strafe gestellt, allerdings kann z. B. in den Niederlanden oder Deutschland bei Besitz einer geringen Menge illegaler Drogen, im Regelfall Cannabis, von der Strafverfolgung abgesehen oder das Verfahren nach Ermessen des Richters eingestellt werden.
Die USA verfolgen im Rahmen des War on Drugs weiterhin eine sehr repressive und auch außenpolitisch agierende Drogenpolitik; insbesondere kam es wiederholt zu militärischen Interventionen in den Andenstaaten aufgrund des dortigen Koka-Anbaus und des Schmuggels großer Mengen von Kokain. Seit den 1990er Jahren tobt zudem in Mexiko ein regelrechter Krieg unter und zwischen Drogenkartellen, Militär und Polizei, dessen Ende nicht abzusehen ist.
Insgesamt bleibt festzustellen, dass selbst groß angelegte und mit aller Härte durchgeführte Maßnahmen zur Eindämmung des illegalen Drogenhandels und -konsums weitgehend erfolglos geblieben sind. Als Reaktion auf das Versagen dieser Politik wurde in Frankfurt am Main Anfang der 1990er Jahre das Modell einer liberalen, akzeptierenden Drogenpolitik entwickelt, die mittlerweile Vorbildcharakter hat. Der Frankfurter Weg hat dazu geführt, dass die Zahl der Drogentoten in der Stadt drastisch zurückging.

### Legalisierung

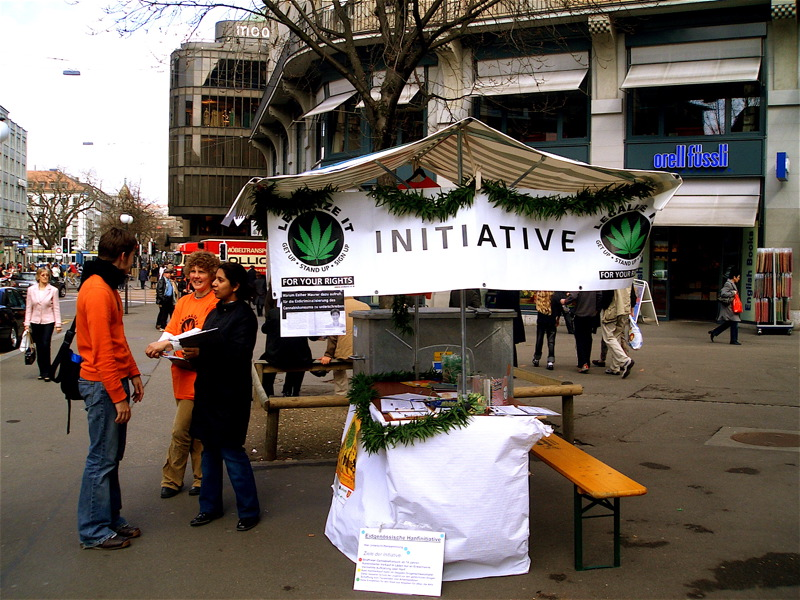
Initiative zur Legalisierung von Cannabis in Zürich

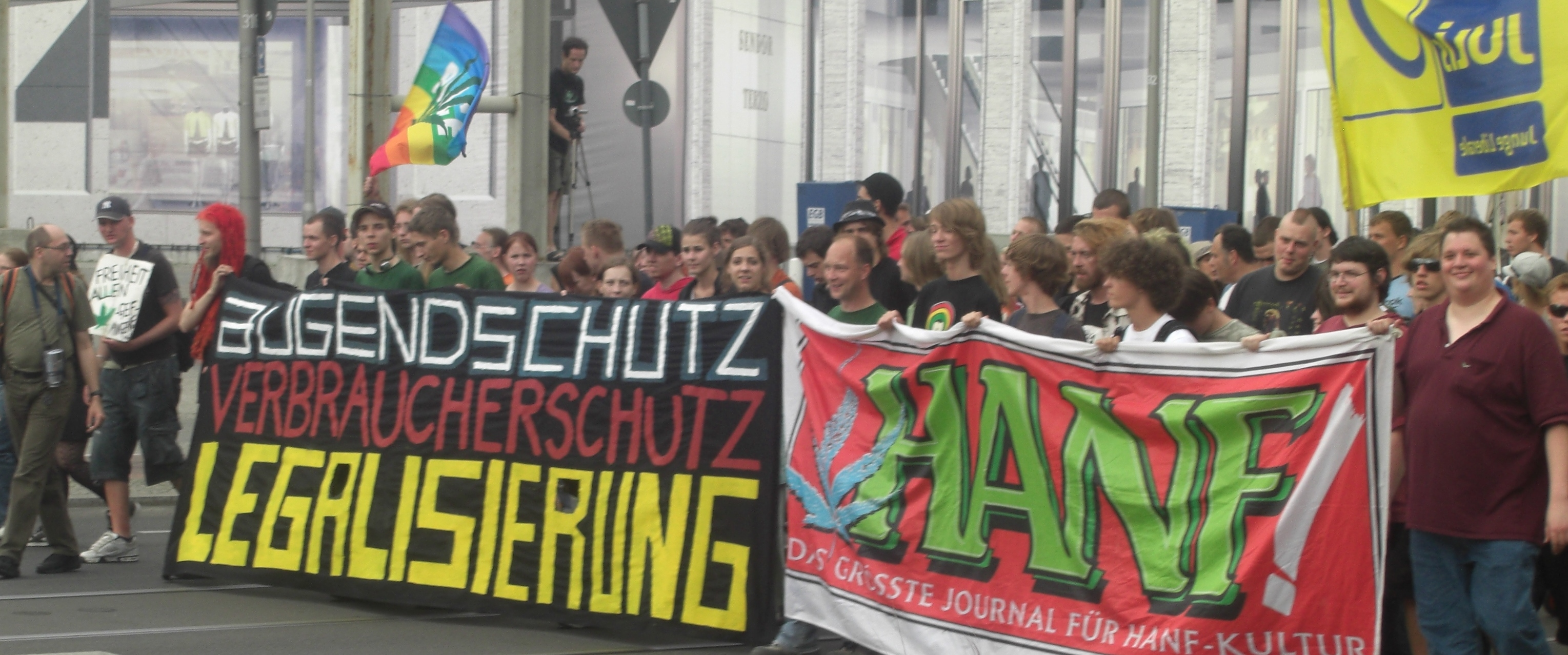
Demonstranten mit Legalisierungsbannern auf der Hanfparade 2008

Die Möglichkeit einer kontrollierten Legalisierung des Besitzes, der Produktion und der Weitergabe von bislang illegalen Drogen wird diskutiert, wobei das Hauptaugenmerk auf Cannabis liegt. Die Debatte ist überwiegend stark ideologisch gefärbt, was eine Lösungsfindung sehr erschwert; selbst gemäßigte Positionen werden mitunter heftig angegriffen. Argumente sind teilweise schwer verifizier- oder widerlegbar, da die wissenschaftliche Forschung an illegalen Drogen durch die rechtliche Lage erschwert ist, oder aber Forschungsergebnisse ignoriert oder ausschließlich im eigenen Sinne ausgelegt werden.
Dennoch wurden seit den 1990er Jahren in einigen Ländern experimentelle Vorhaben zur zumindest teilweisen Entkriminalisierung des Besitzes illegaler Drogen umgesetzt. Die freizügigste Gesetzgebung innerhalb Europas herrscht derzeit in Portugal, wo die Regierung 2001 den Besitz aller illegalen Drogen, auch solcher mit hohem Abhängigkeitspotenzial, komplett entkriminalisierte; der Besitz konsumüblicher Mengen ist nunmehr ausschließlich eine Ordnungswidrigkeit. Mehreren in den Folgejahren durchgeführten Studien nach ist seitdem der Konsum illegaler Drogen in Portugal insgesamt weder nennenswert gestiegen noch gesunken, noch setzte ein Drogentourismus ein. Jedoch hat der Konsum besonders abhängigkeitsgefährlicher Drogen deutlich abgenommen, während bei Cannabiskonsum ein Anstieg zu verzeichnen ist. Zudem werden Behandlungsangebote eher in Anspruch genommen. Inwieweit sich diese Ergebnisse auf andere europäische Staaten übertragen lassen, wird noch untersucht.
In Neuseeland trat im Juli 2013 eine überarbeitete Fassung des Psychoactive Substances Act in Kraft, welche nunmehr auch Designerdrogen bzw. Legal Highs auf Basis wissenschaftlicher Evidenz reguliert. Diese Art Drogen dominiert in Neuseeland im Besonderen den Markt, da das Land aufgrund seiner abgeschiedenen Lage und der geringen Einwohnerzahl nicht nennenswert in den internationalen Handel mit etablierten Drogen eingebunden ist. Neuartige synthetische Drogen müssen hierbei ähnlich Medikamenten umfangreiche Tests auf Toxizität und Unbedenklichkeit durchlaufen, bevor sie zugelassen werden und legal verkauft werden dürfen. Dieser Schritt wurde global mit einigem Interesse zur Kenntnis genommen, da die zunehmende Geschwindigkeit, mit der ständig neue Designerdrogen auf dem Markt erscheinen, eine ernste Herausforderung für Gesetzgeber darstellt.
Als erstes Land der Welt reguliert Uruguay seit Mai 2014 vollständig die Produktion und den Vertrieb von Cannabis. Registrierte Konsumenten können pro Monat bis zu 40 Gramm Marihuana aus Apotheken beziehen; auch der Selbstanbau von bis zu sechs Hanfpflanzen ist legal möglich. Hierdurch erhofft sich das südamerikanische Land ein effizienteres Vorgehen gegen Drogenkartelle, da legales Marihuana zu einem Bruchteil des Schwarzmarktpreises angeboten werden kann.
Cannabis für medizinische Zwecke ist aktuell (2024) in 38 Bundesstaaten der USA sowie dem Bundesdistrikt Washington, D.C. legal. Cannabis zum Freizeitgebrauch ist aktuell (2024) in 24 US-Bundesstaaten und Washington, D.C. legal. Die Freigabe von Cannabis begann 1996 in Kalifornien mit der Freigabe für medizinische Zwecke. Cannabis zum Freizeitgebrauch wurde erstmals im Jahr 2012 legalisiert (Bundesstaaten Colorado und Washington).
In Kanada wurde Cannabis zum Freizeitgebrauch 2018 legalisiert.
Das Verfassungsgericht Südafrikas hat im September 2018 den Anbau von Cannabis zum Eigenverbrauch sowie den Konsum von Cannabis außerhalb der Öffentlichkeit legalisiert.
Auch EU-Staaten arbeiten zurzeit an der Legalisierung von Cannabis. 
In Malta wurde im Dezember 2021 der Besitz und Anbau von Cannabis zum Eigenbedarf legalisiert.
Das am 23. Februar 2024 in Deutschland vom Bundestag beschlossene Cannabisgesetz legalisiert den Besitz und Erwerb von maximal 25 Gramm bzw. 50 Gramm (in Privaträumen) Cannabis (Marihuana oder Haschisch) und die Gründung von Cannabis Social Clubs zum Zweck des Cannabisanbaus sowie den Eigenanbau von höchstens drei blühenden weiblichen Pflanzen. Nach der Zustimmung des Bundesrates am 22. März 2024 trat das Gesetz am 1. April 2024 in Kraft.
In Luxemburg wurde im Juni 2023 ein Gesetz verabschiedet, das den Anbau von bis zu 4 Cannabispflanzen pro Haushalt legalisiert und der Besitz und Erwerb von bis zu 3 Gramm Cannabis zur Ordnungswidrigkeit zurückstuft. Das Gesetz trat am 21. Juli 2023 in Kraft. In einer zweiten Phase des Gesetzes ist auch der legale Verkauf von Cannabis an 14 Verkaufspunkten geplant. Die Verkaufsmenge soll auf 30 Gramm pro Monat beziehungsweise fünf Gramm am Tag limitiert werden. Der Verkauf erfolgt nur an Einwohner Luxemburgs.
In Italien wird an einem Gesetzentwurf gearbeitet, der den Anbau von bis zu vier Cannabispflanzen legalisieren soll.
In Mexiko wurde der Anbau von Cannabis 2021 durch das Verfassungsgericht freigegeben – eine Regelung durch den Gesetzgeber steht jedoch noch aus.
In Israel wurde 2021 in der Knesset über die Legalisierung von Cannabis abgestimmt. Der Gesetzentwurf verfehlte nur knapp die Mehrheit.
Zunehmend schalten sich auch prominente Persönlichkeiten in die Legalisierungsdebatte ein. So sprach sich der ehemalige US-Präsident Jimmy Carter in der New York Times gegen den Drogenkrieg aus, nachdem der Erstbericht der wenige Monate zuvor von ehemaligen Politikern und Menschenrechtlern gegründeten Global Commission on Drug Policy erschienen war. In diesem wird auf die effektive Unwirksamkeit repressiver politischer Maßnahmen hingewiesen, welche in erster Linie keinesfalls zu einer Konsumverminderung, sondern zu einer Ausgrenzung und Stigmatisierung nicht-fremdschädigender Konsumenten führen. Parallel dazu wird die Ausbildung organisierter krimineller Strukturen begünstigt, während Produktion, Handel und Konsum illegaler Drogen im Gegenzug kontinuierlich gestiegen sind. Die detaillierte Analyse eines hochkarätig besetzten Expertenausschusses der London School of Economics and Political Science kommt zu ähnlichen Ergebnissen, wobei darüber hinaus angemerkt wird, dass trotz Prohibition der Straßenpreis illegaler Drogen gesunken und die Reinheit gestiegen sei. Als Folgen repressiver Drogenpolitik werden politische Destabilisierung ganzer Staaten, Korruption, ausufernde Gewalt, bewaffnete Konflikte, massenhafte Menschenrechtsverletzungen, globale Knappheit an Schmerzmitteln sowie HIV-Epidemien benannt.

## Anbau, Herstellung und Handel illegaler Drogen

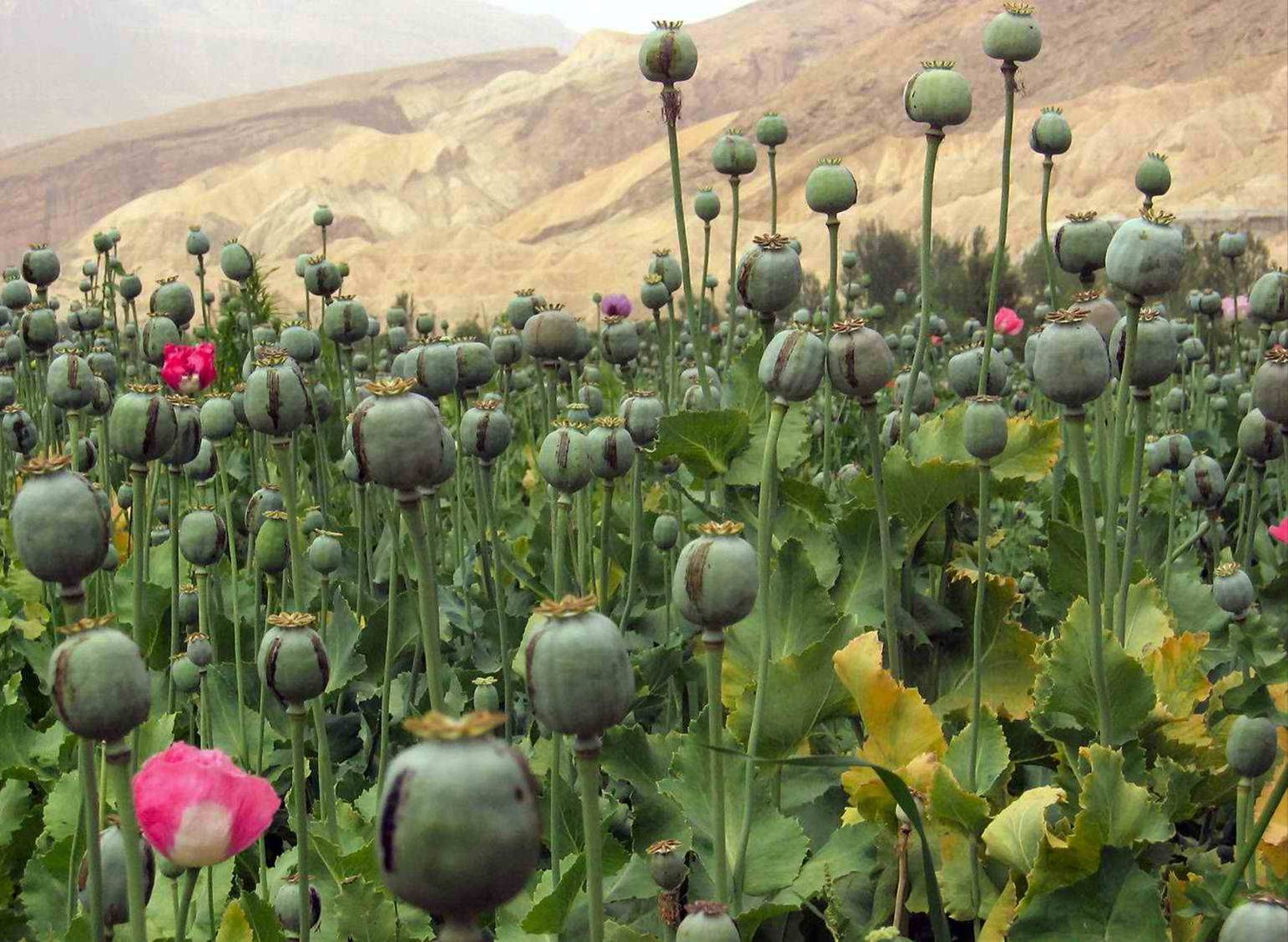
Opiumanbau in Afghanistan

Viele Drogen (vornehmlich Marihuana und Stimulanzien wie Amphetamin und Ecstasy) werden überwiegend und zunehmend in dem Land produziert, in dem sie auch konsumiert werden, und tragen damit nicht wesentlich zum internationalen Drogenhandel bei. Dies verhält sich bei Drogen anders, deren weltweite Produktion sich auf wenige Länder oder Regionen konzentriert; hier sind insbesondere das aus dem Opium hergestellte Heroin sowie das Kokain bedeutsam.
Der mit Abstand weltweit bedeutendste Opiumproduzent ist Afghanistan, gefolgt von Myanmar, Mexiko und Kolumbien. Die Hauptabnehmer für Heroin sind Westeuropa, wohin die Droge über den Iran, die Türkei und den Balkan gelangt, sowie Russland. Kokain wird vor allem in den Andenstaaten produziert, wobei Kolumbien, Peru und Bolivien die größten Erzeuger sind. Das Kokain wird über Transitländer in Mittelamerika beziehungsweise der Karibik zu den Hauptabnehmern Nordamerika und Europa geschmuggelt.
Zum Endverbraucher gelangen illegale Drogen zumeist im klassischen Straßenhandel über Kleindealer. Eine zunehmende Rolle spielt der Drogenhandel im Internet; per verschlüsselten Netzwerken wie Tor erreichbare Darknet-Märkte stellen hierfür eine anonyme Plattform dar.

## Prävention und Safer Use
Der Begriff Prävention umfasst im Zusammenhang mit der Nutzung von Drogen jegliche Maßnahmen der Schadensvermeidung. Von offizieller Seite wird zu diesem Zweck fast immer ein völliger Konsumverzicht propagiert, welcher jedoch oft keine gewünschte oder mögliche Option ist. Daher existieren verschiedene weitere Ansätze, mögliche Risiken des Drogenkonsums und das Auftreten riskanter Konsummuster zu minimieren.
Durch die chemische Analyse einer Droge (Drug-Checking) lässt sich ermitteln, ob tatsächlich die Substanz enthalten ist, die der Erwartung eines potenziellen Konsumenten entspricht. Das Testen von ausschließlich auf dem Schwarzmarkt erhältlichen Drogen ist eine Maßnahme zur Schadensminderung, da Konsumenten vor besonders gefährlichen Wirkstoffen, eventuellen schädlichen Beimengungen oder zu hoch dosierten Präparaten gewarnt werden können. Drug-Checking ist sowohl als Schnelltest mit beschränkter Aussagekraft als auch als qualitativ hochwertiger Labortest möglich. Allerdings sind alle staatlichen Labore in Deutschland angewiesen, keine Proben von zivilen Organisationen anzunehmen.
Unter Safer Use werden Maßnahmen verstanden, welche die vermeidbaren Schäden beim Drogenkonsum minimieren. So ist bei nasalem Konsum oder intravenösem Gebrauch einer Droge (Slamming) das Risiko einer Infektion über die Schleimhäute bzw. die Blutbahn gegeben. Konsumenten wird daher die Möglichkeit geboten, Spritzentausch in Anspruch zu nehmen und auf Partys saubere Schnupfröhrchen zu beziehen.
Gesundheitshinweise zum Konsum von Drogen, z. B. Dosierungshinweise oder Informationen zu möglichen schädlichen Wechselwirkungen bei Mischkonsum, werden ebenfalls als Safer Use bezeichnet. Die Aufklärung in Hinsicht auf gefahrenminimierenden Konsum wird häufig als Aufruf zum Drogenkonsum kritisiert, andererseits wird von Safer-Use-Organisationen auf den trotz gesetzlicher Beschränkungen stattfindenden Konsum verwiesen, und dass man eine gefährliche durch die Illegalität der Substanzen und die daraus folgende Tabuisierung entstandene Informationslücke schließe.

## Dokumentarfilme
- Terra X: Drogen - Eine Weltgeschichte (1/2) Zwischen Rausch und Nahrung. TV-Dokumentation von Isabelle Lange, Jan Karitzky; mitwirkend: Harald Lesch; ZDF 2018; zuletzt gesendet auf ZDFinfo am 30. April 2022.
- Terra X: Drogen - Eine Weltgeschichte (2/2) Zwischen Medizin und Missbrauch. TV-Dokumentation von Isabelle Lange, Jan Karitzky; mitwirkend: Harald Lesch; ZDF 2018; zuletzt gesendet auf ZDFinfo am 30. April 2022.
- Heilende Drogen. Regie: Caroline Haertel und Mirjana Momirović, ZDF, Deutschland, 52 Minuten, 2022